# Kanton Graubünden
Graubünden (Kürzel GR; schweizerdeutsch Graubünda, Bündnerland, rätoromanisch Grischunⓘ [ɡʁiˈʒun] oder (volkstümlich) Grischa, italienisch Grigioni [ɡriˈdʒoːni], französisch Grisons, lombardisch Grisun) ist ein Kanton der Schweiz und liegt vollständig im Gebiet der Alpen. Graubünden ist der einzige Kanton mit drei Amtssprachen: Deutsch, Rätoromanisch und Italienisch. Er ist zudem der einzige mit Rätoromanisch und neben dem Tessin einer von zwei Kantonen mit Italienisch als offizieller Sprache. Der Kanton zählt zur Region Südostschweiz und zur Grossregion Ostschweiz. Der Hauptort und grösste Ort ist Chur.
Graubünden ging 1803 aus dem 1471 gebildeten Freistaat der Drei Bünde, einem zugewandten Ort der Alten Eidgenossenschaft, hervor. Der bedeutendste der Drei Bünde war der 1424 gegründete Obere oder Graue Bund, nach dem der heutige Kanton benannt wurde.

## Name und Wappen

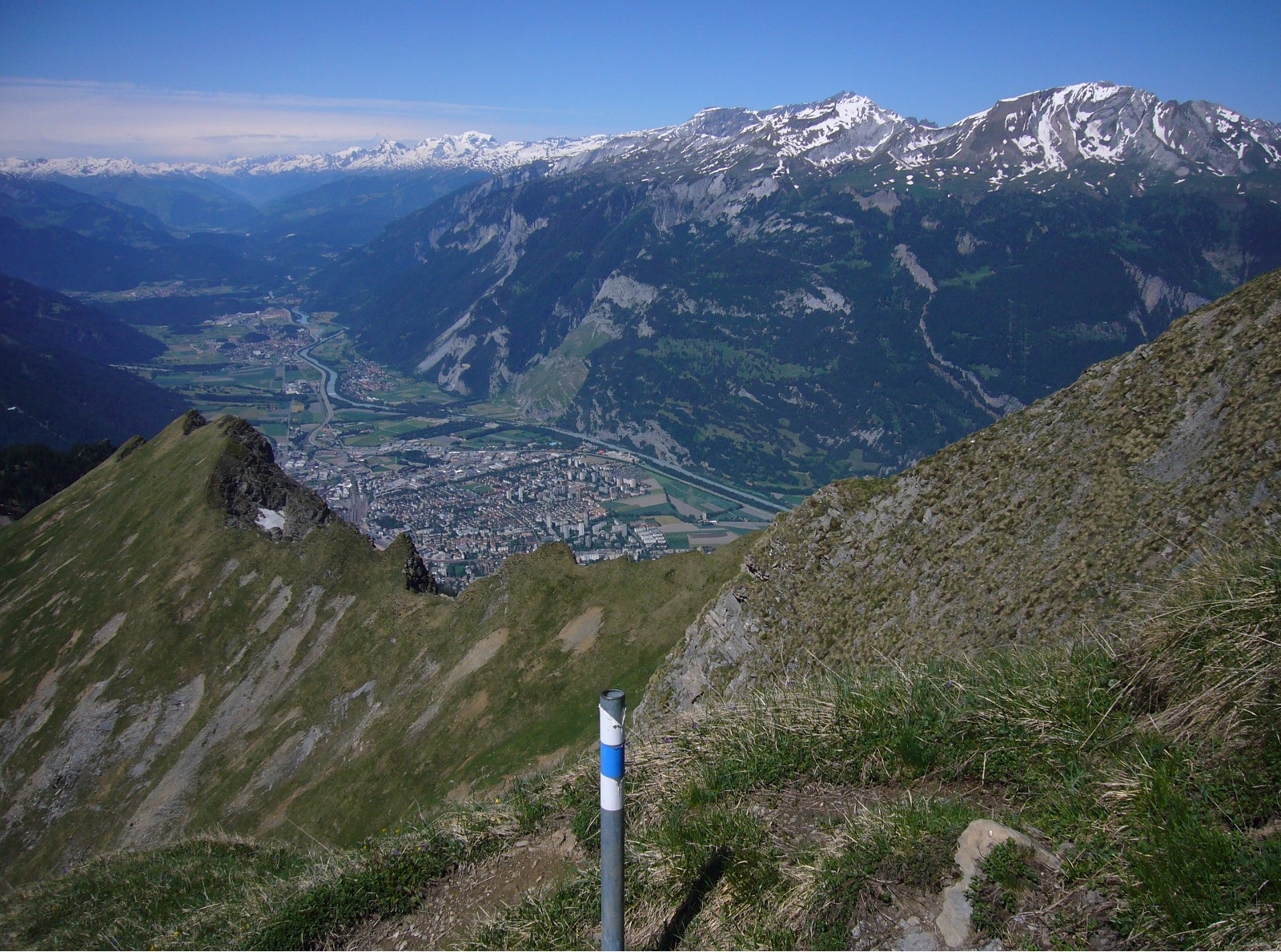
Der Hauptort Chur, Blick gegen Westen ins Vorderrheintal

Der Kanton Graubünden (historisch auch Graubündten geschrieben) trägt den Namen des ehemals politisch gewichtigsten der Drei Bünde, aus denen er entstanden ist. Der 1367 gegründete Graue Bund (gespaltener Schild, schwarz und silber) wurde 1442 erstmals genannt, vermutlich ein Spottname der Zürcher und Österreicher, der von den Bundsleuten vor 1486 übernommen wurde. Im 15. Jahrhundert erscheint der Name für die sonst Drei Bünde genannte Gesamtheit der Bünde. Im 16. Jahrhundert wurde von Humanisten der Name der römischen Provinz Raetia als Rätien auf das Gebiet der Drei Bünde übertragen. 1799 wurden die Bünde von Napoleon Bonaparte als Kanton Rätien der damaligen Helvetischen Republik eingegliedert. Die Bezeichnung ist heute noch für Institutionen wie die Rhätische Bahn oder das Rätische Museum in Chur üblich, und auch die Bezeichnung rätoromanisch für die bündnerromanische Sprache stammt daher. Mit der 1803 von Napoleon Bonaparte erlassenen Mediationsakte und der damit verbundenen Konstituierung der modernen Schweizerischen Eidgenossenschaft wurde der Name Graubünden offiziell.
Das Kantonswappen setzt sich entsprechend aus den Wappen der Drei Bünde zusammen; siehe auch Fahne und Wappen des Kantons Graubünden.

## Geographie

### Übersicht

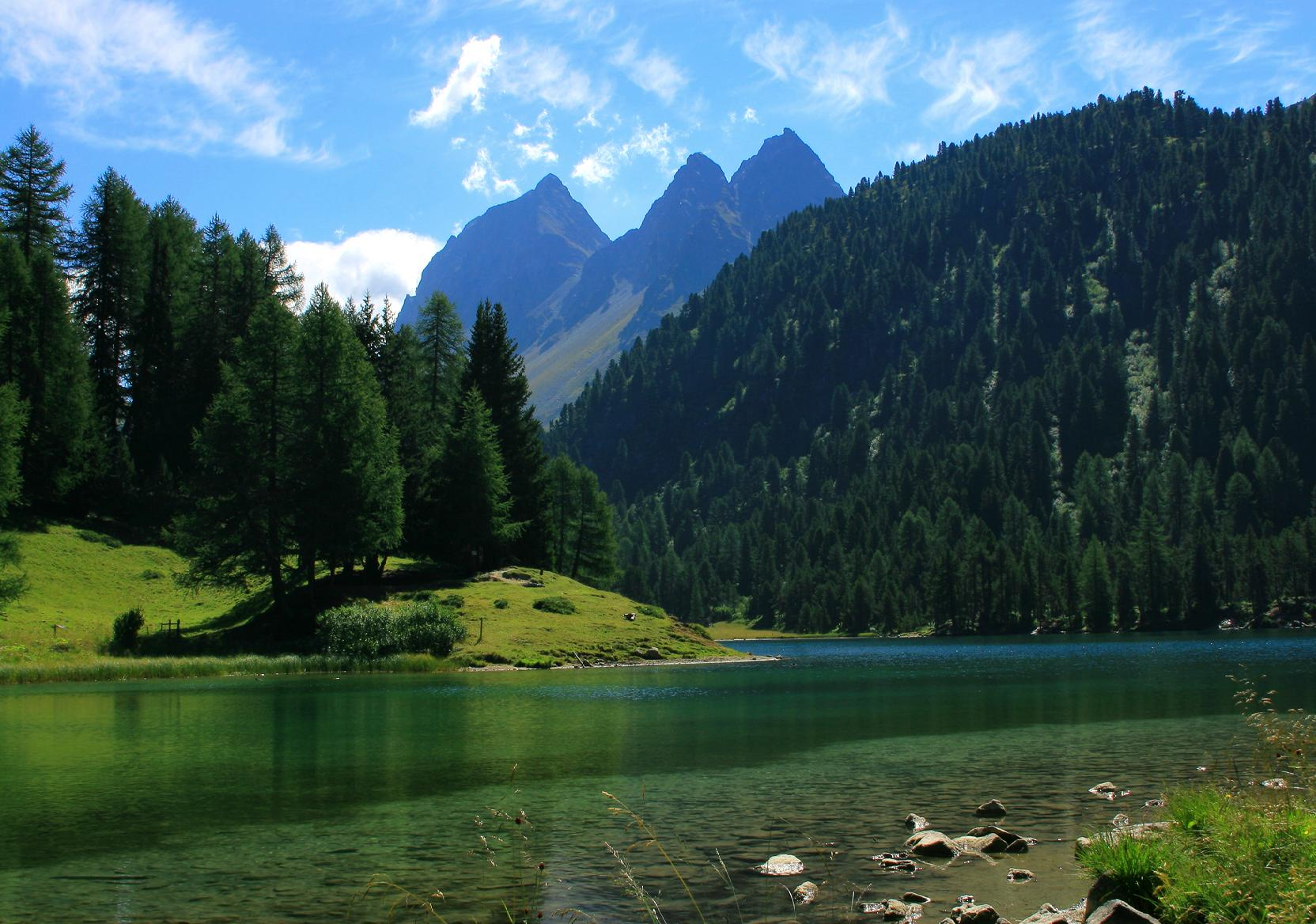
Palpuognasee am Albulapass

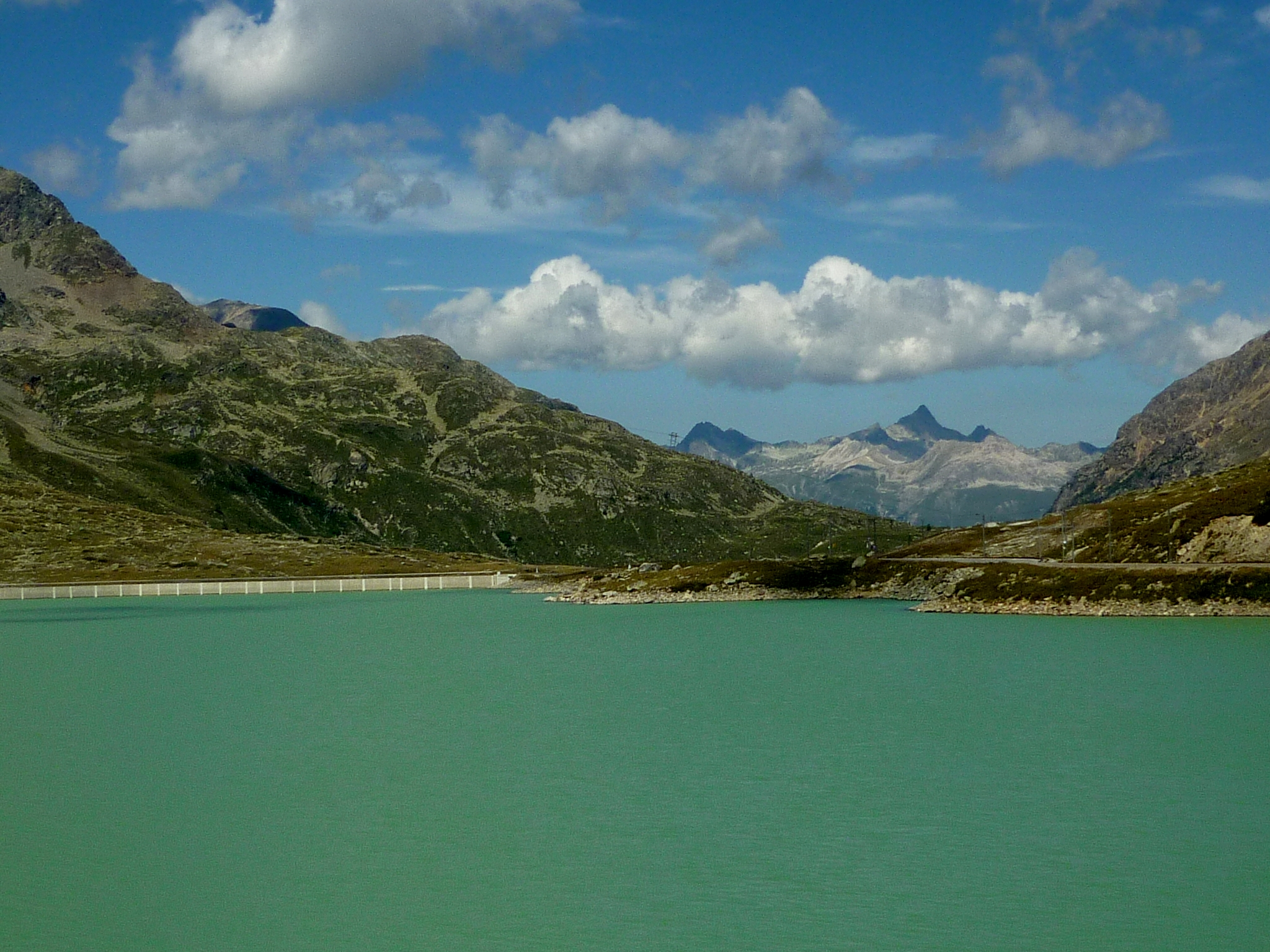
Am Berninapass liegt der Lago Bianco

- Höchste Erhebung: Piz Bernina (4048,6 m ü. M.)
- Tiefster Punkt: die Moesa an der Grenze zum Kanton Tessin (253 m ü. M.)

Der Kanton bildet als flächengrösster Kanton der Schweiz deren südöstlichen Teil und ist vor allem durch Berglandschaften geprägt. Aufgrund der geographischen Bedingungen ist er der am dünnsten besiedelte Kanton der Schweiz und belegt trotz seiner Grösse von der Einwohnerzahl her den 14. Rang.

### Nachbargebiete
Graubünden liegt im Zentrum des Alpenbogens und ist seit jeher sozial, wirtschaftlich und kulturell eng mit den umliegenden Regionen verflochten. Prägende Faktoren hierfür waren Transitverkehr und Handel.
Gemeinsame Kantonsgrenzen hat Graubünden im Südwesten mit dem Kanton Tessin, im Westen mit Uri, im Norden mit Glarus und St. Gallen. Graubünden bildet die Landesgrenze der Schweiz mit Liechtenstein sowie mit Österreich (Bundesländer Vorarlberg und Tirol) im Norden, dem italienischen Südtirol im Osten und der Lombardei im Süden. Ausser Graubünden grenzt nur St. Gallen an drei verschiedene Nachbarstaaten.

### Topographie und Klima
Topographie und Klima sind prägende Faktoren einer Landschaft und der darin lebenden Menschen, besonders in einer Gebirgsregion wie Graubünden. Graubünden ist der grösste Gebirgskanton der Schweiz. Die Hälfte des Kantonsgebiets liegt oberhalb von 2100 m ü. M.
Die Alpenfaltung und die Eiszeiten haben die Topographie geschaffen. Durch Graubünden verläuft die Grenze zwischen West- und Ostalpen, geologisch zwischen Helvetikum (Kalk), penninischen und ostalpinen Decken.
Die Topographie beeinflusst auch das Klima, sie schafft kleinräumige klimatische Unterschiede, insbesondere infolge der Höhenunterschiede. Alle in der Schweiz vorkommenden Klimatypen kommen auch in Graubünden vor: In Nordbünden dominiert die feuchte atlantische Strömung, inneralpin ist es deutlich trockener, im Tujetsch und in Medels überkreuzen sich feuchte Nord- und Südanströmungen und führen zu hohen Jahresniederschläge, in den Südtälern ist bereits das Mittelmeerklima spürbar. Die Klimaerwärmung ist im alpinen Graubünden besonders stark.

### Wassergeographie
Entwässert wird Graubünden zum grössten Teil vom Rhein mit seinen im Graubünden entspringenden Quellflüssen Vorderrhein und Hinterrhein. Den Osten des Landes, das Engadin, entwässert der Inn, der ebenfalls in Graubünden entspringt. Jenseits des Alpenhauptkamms liegen die zum Po entwässernden und italienischsprachigen Bündner Südtäler: das Misox mit dem Calancatal, das Bergell und das Puschlav. Der östlichste Teil des Landes, das Münstertal, entwässert zur Etsch.
Die drei Einzugsgebiete der Nordsee, des Mittelmeers und des Schwarzen Meers treffen sich unweit der Inn-Quelle nahe dem Pass Lunghin oberhalb von Maloja, dem wichtigsten Wasserscheidepunkt Europas. Von dort fliesst in Richtung Norden die Julia, die via Rhein zur Nordsee führt, nach Süden die Maira, deren Wasser über den Po ins Mittelmeer kommt, und nach Osten der Inn, der in die Donau mündet und damit ins Schwarze Meer fliesst.

### Landschaften
Im Kanton Graubünden gibt es ca. 150 Täler, 615 (von gut 1'500 Schweizer) Seen sowie 937 Berggipfel bis hinauf zum Piz Bernina auf 4049 m. Den Gesamtkomplex der Berggruppen um Rhein- und Innquellgebiet nennt man Bündner Alpen.
In prähistorischer Zeit vor rund 9400 Jahren kam es infolge der damaligen Erwärmung mit Schmelzen des Permafrosts an den steilen Talhängen zu zwei grossen Bergstürzen, dem Taminser und Flimser Bergsturz (grösster Bergsturz der Alpen). Die Bergstürze zusammen mit den Ausbrüchen der aufgestauten Seen haben die einmalige Bergsturzlandschaft Ruinaulta sowie die Tumas im Bündner Rheintal geschaffen. 

### Fauna und Flora
Der Kanton Graubünden ist bekannt für seinen Wildreichtum, vor allem Hirsche, Gämsen und Steinböcke. Im Averstal gibt es so viele Murmeltiere, dass ein Murmeltier-Lehrpfad angelegt wurde. Die Einwanderung von einst ausgerotteten Säugetierarten wie Bär, Wolf, Luchs, Biber usw. wertet in der Neuzeit die Bündner Fauna auf, erzeugt jedoch oft Nutzungs- und Interessenkonflikte mit den besiedelten Talschaften und den stark genutzten Alpgebieten.
In Graubünden sind rund 300 Vogelarten bekannt, dokumentiert sind sie im Nachschlagewerk «Die Vögel Graubündens».

## Bevölkerung

### Übersicht
Die Einwohner Graubündens werden als Bündner bezeichnet. Per 31. Dezember 2023 betrug die Einwohnerzahl des Kantons Graubünden 204'888. Die Bevölkerungsdichte liegt mit 29 Einwohnern pro Quadratkilometer deutlich unter dem Schweizer Durchschnitt (217 Einwohner pro Quadratkilometer). Der Ausländeranteil (gemeldete Einwohner ohne Schweizer Bürgerrecht) bezifferte sich am 31. Dezember 2023 auf 20,6 Prozent, während landesweit 27,0 Prozent Ausländer registriert waren. Per 30. Juni 2021 betrug die Arbeitslosenquote 1,2 Prozent gegenüber 2,8 Prozent auf eidgenössischer Ebene.

### Sprachen

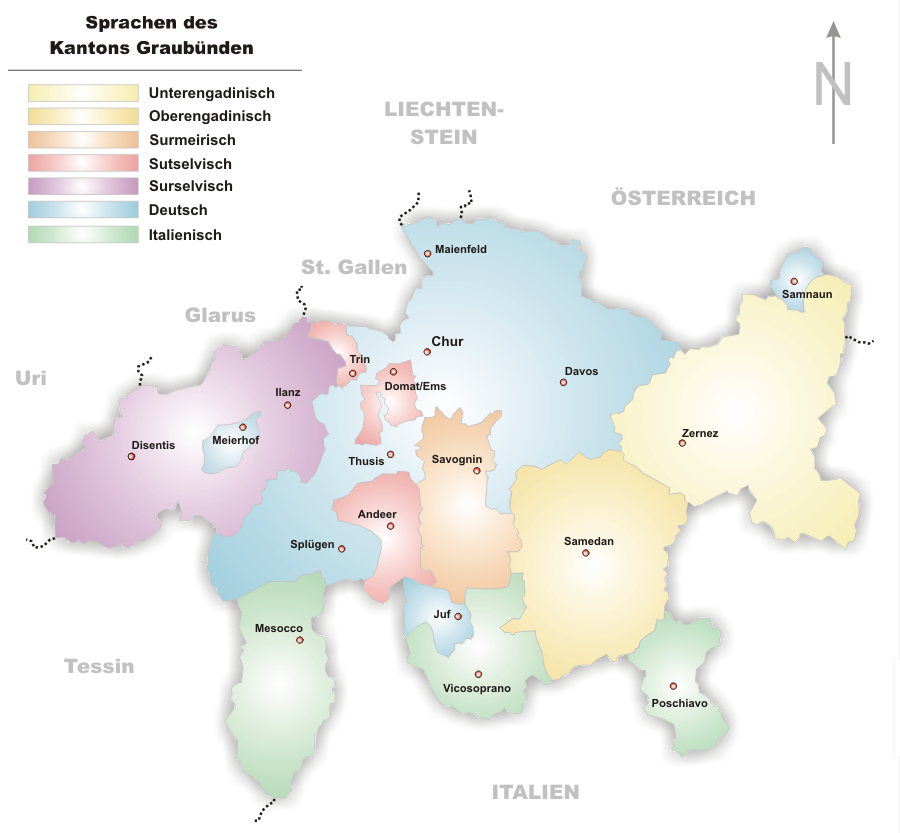
Ehemaliges Verbreitungsgebiet der einzelnen romanischen Idiome in Graubünden

Als einziger Kanton der Schweiz hat Graubünden drei Amtssprachen: Deutsch, Rätoromanisch und Italienisch. Gleichzeitig ist es der einzige Kanton, in dem Rätoromanisch Amtssprache ist. Aufgrund dieser sprachlich-kulturellen Vielfalt und auch wegen seiner Form und Beschaffenheit wird der Kanton als kleine Schweiz innerhalb der Schweiz bezeichnet.
Die Gemeinden und Kreise sind autonom, ihre eigenen Amts- und Schulsprachen festzulegen, der Kanton setzt jedoch Richtlinien, insbesondere zur Unterstützung der Minderheitensprachen Rätoromanisch und Italienisch. Gemäss Artikel 16 des Bündner Sprachengesetzes von 2006 gelten Gemeinden, in denen mindestens 40 Prozent der Einwohner das angestammte Idiom sprechen, als amtlich einsprachig, und Gemeinden, in denen wenigstens 20 Prozent das angestammte Idiom sprechen, als amtlich zweisprachig.
Die meisten deutschen Mundarten Graubündens gehören zu zwei Gruppen des Schweizerdeutschen:
- Dem hochalemannischen Bündnerdeutsch, das in der Region Chur, in der Bündner Herrschaft, den Fünf Dörfern und seit dem 19. und 20. Jahrhundert auch im Domleschg gesprochen wird; diese Dialekte verbreiteten sich im Hochmittelalter und der Neuzeit von Norden (Bodensee und Rheintal) bzw. von Nordwesten (Walensee-Seeztal) her und überlagerten ursprünglich rätoromanisches Siedlungsgebiet.
- Dem höchstalemannischen Walserdeutsch, das in den im Hochmittelalter vom Wallis her besiedelten Walserdörfern gesprochen wird, nämlich im Prättigau, der Landschaft Davos und dem Schanfigg sowie in den ursprünglichen Sprachinseln Avers, Mutten, Rheinwald, Safiental, Vals, Tschappina und Obersaxen, die infolge des Rückzugs der rätoromanischen Sprache heute allerdings teilweise räumlichen Anschluss an das Hochalemannische gefunden haben.
- Die Mundart von Samnaun gehört hingegen, als einziger Dialekt in der Schweiz, zum Bairischen, speziell zum Tirolerischen.

Im Bündnerromanischen, das in verschiedenen Gegenden des Kantons – Surselva, in Teilen Mittelbündens, im Engadin und im Münstertal – gesprochen wird, existieren sowohl fünf regionale Schriftdialekte (sogenannte Idiome), nämlich Surselvisch (Sursilvan), Sutselvisch (Sutsilvan), Surmeirisch (Surmiran), Oberengadinisch (Puter) und Unterengadinisch (Vallader) als auch die überregionale Schriftsprache Rumantsch Grischun, die erst in den 1980er Jahren auf der Basis der verschiedenen Idiome als Ausgleichssprache geschaffen worden ist. Münstertalisch (Jauer) hat keine schriftsprachliche Tradition. In den Münstertaler Schulen wurde bis zur Einführung von Rumantsch Grischun in Unterengadinisch unterrichtet.
Die italienischen Mundarten im Misox und Calancatal, Bergell, in Bivio und dem Puschlav gehören dem Alpinlombardischen an.
Spätestens seit Mitte des 19. Jahrhunderts, als der Bund im Zug der Umsetzung des Gesetzes betreffend die Heimatlosigkeit dem Kanton Graubünden eine grosse Zahl Jenischer zwangsweise zuwies, hat Graubünden auch eine statistisch nicht erfasste (gesamtschweizerisch auf 35'000 Personen geschätzte) Population jenischer Muttersprache. Das Jenische ist anerkannte Minderheitensprache in der Schweiz und somit auch in Graubünden, besitzt aber keinen Amtssprachenstatus.
Wohnbevölkerung nach Sprachen (Volkszählung 2020):
- Deutsch: 149'471 (74,7 %)
- Rätoromanisch: 27'813 (13,9 %)
- Italienisch: 27'813 (13,9 %)
- Andere: 15'607 (7,8 %)

| Jahr | Bevölkerung | Rätoromanisch %   | Deutsch %        | Italienisch %   |
| ---- | ----------- | ----------------- | ---------------- | --------------- |
| 1803 | 072'903     | 36'700 (ca. 50 %) | ca. 36 %         | ca. 14 %        |
| 1850 | 089'895     | 42'439 (47,2 %)   | 39,5 %           | 13,3 %          |
| 1880 | 093'864     | 37'794 (39,8 %)   | 043'664 (46,0 %) | 12'976 (13,7 %) |
| 1900 | 104'520     | 36.472 (34,9 %)   | 048'762 (46,7 %) | 17'539 (16,8 %) |
| 1920 | 119'854     | 39'127 (32,7 %)   | 061'379 (51,2 %) | 17'674 (14,8 %) |
| 1941 | 128'247     | 40'187 (31,3 %)   | 070'421 (54,9 %) | 16'438 (12,8 %) |
| 1950 | 137'100     | 40'109 (29,3 %)   | 077'096 (56,2 %) | 18'079 (13,2 %) |
| 1960 | 147'458     | 38'414 (26,1 %)   | 083'544 (56,7 %) | 23'682 (16,1 %) |
| 1970 | 162'086     | 37'878 (23,4 %)   | 093'359 (57,6 %) | 25'575 (15,8 %) |
| 1980 | 164'641     | 36'017 (21,9 %)   | 098'645 (59,9 %) | 22'199 (13,5 %) |
| 2000 | 187'058     | 27'038 (14,5 %)   | 127'755 (68,3 %) | 19'106 (10,2 %) |
| 2020 | 200'096     | 27'813 (13,9 %)   | 149'471 (74,7 %) | 27'813 (13,9 %) |

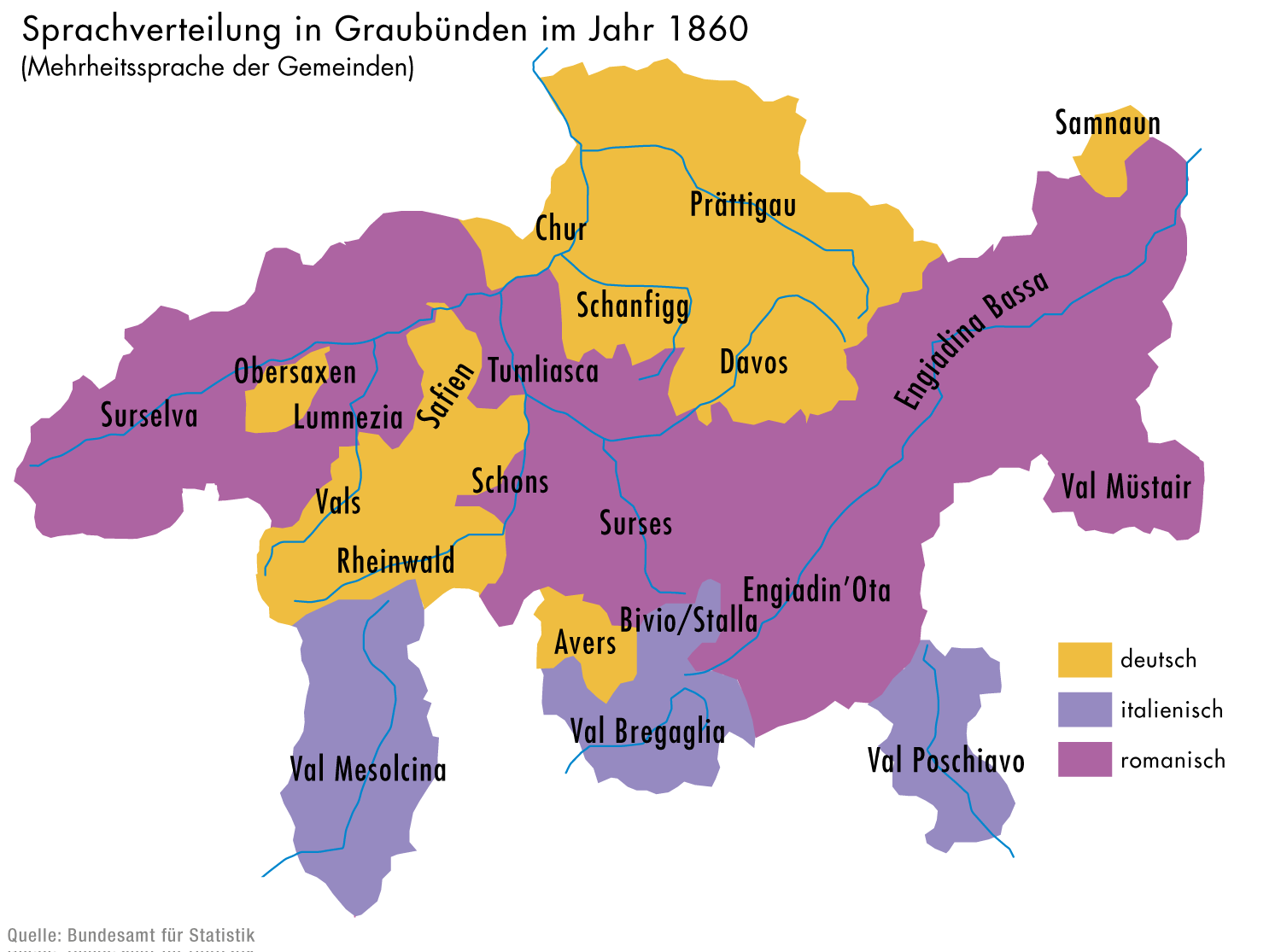
Sprachmehrheit in Graubünden 1860
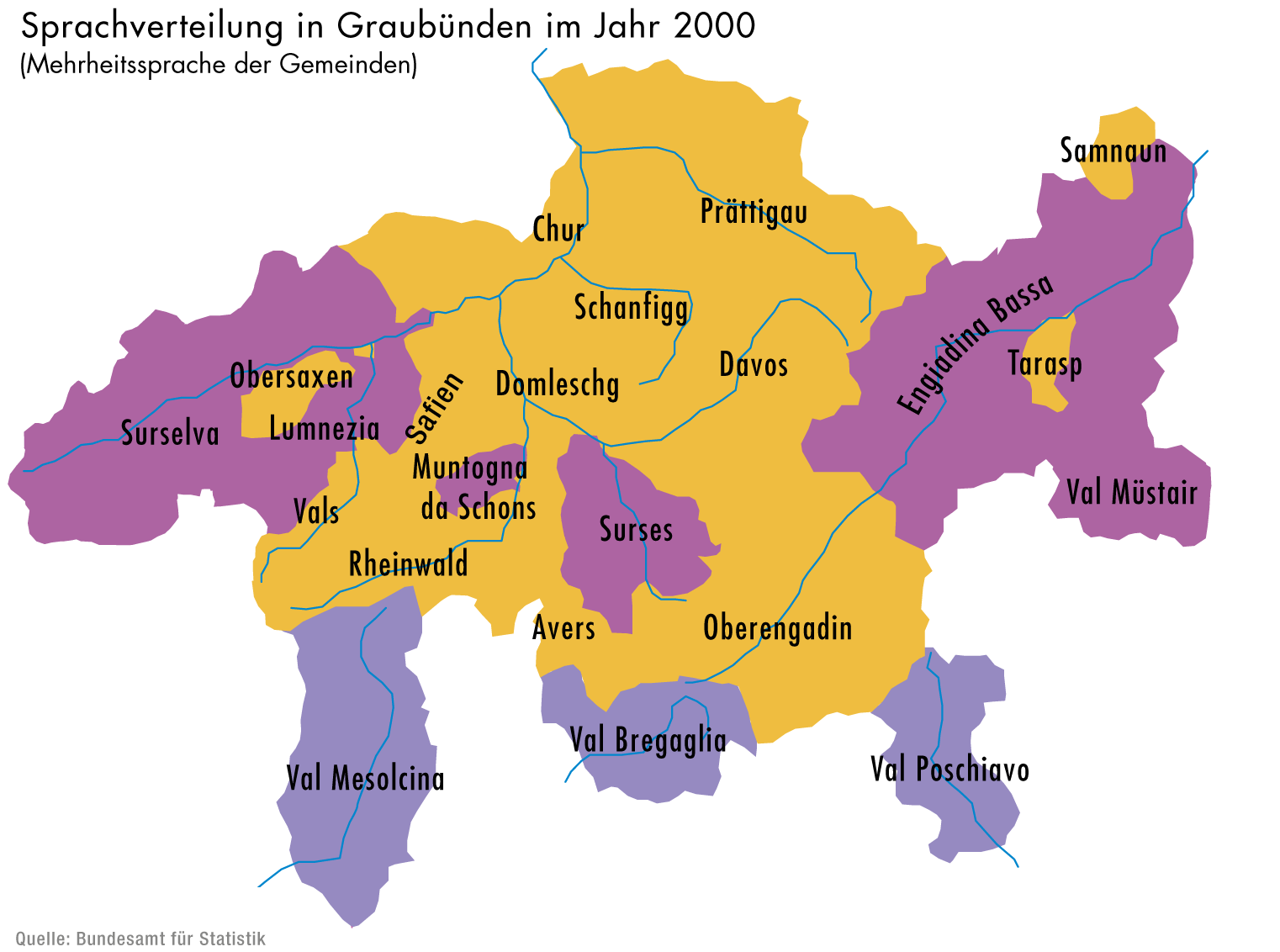
Sprachmehrheit in Graubünden 2000
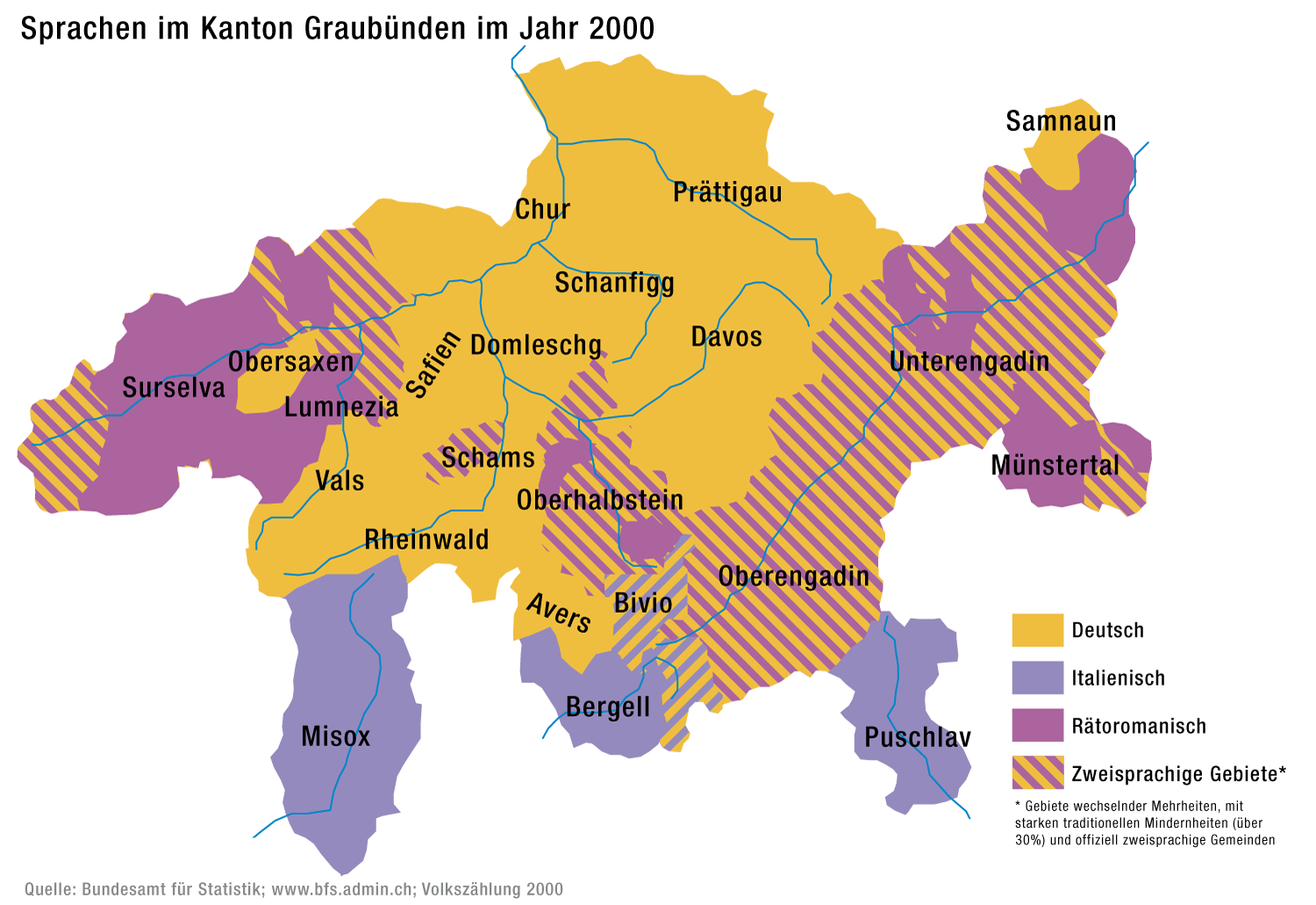
Tatsächliche Verbreitung der Landessprachen in Graubünden 2000
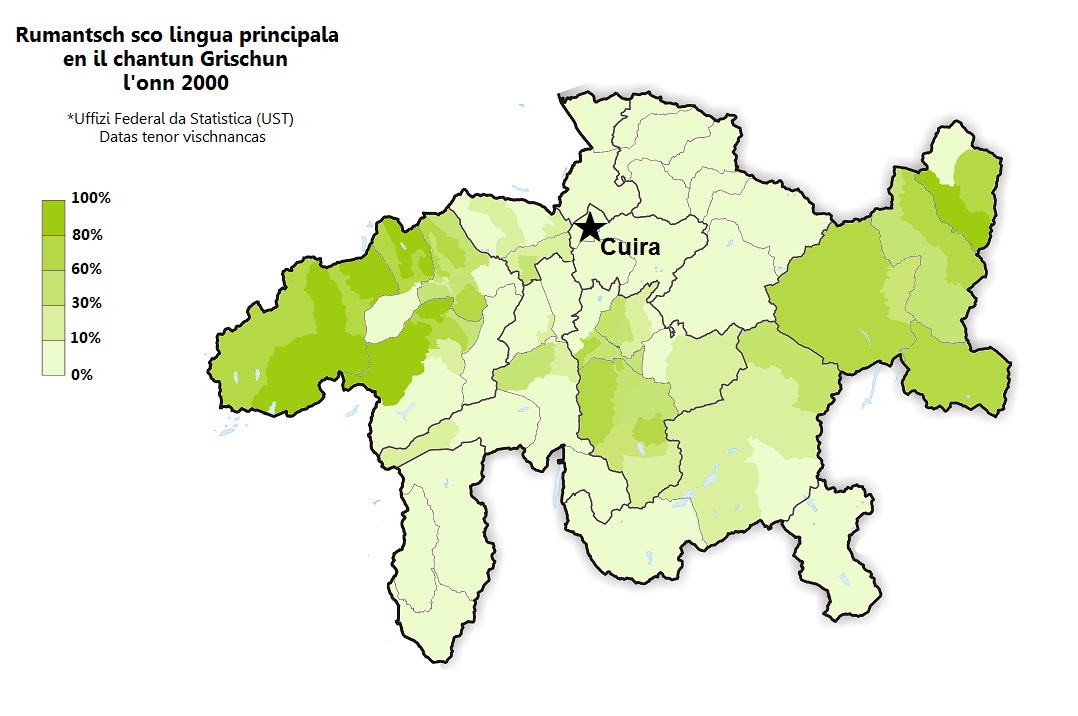
Verbreitung des Bündnerromanisch

Bis 2003 gab der Kanton Graubünden seine Schulbücher in sieben Sprachen heraus, neben Deutsch und Italienisch auch in allen fünf rätoromanischen Schriftdialekten. 2003 entschied das Bündner Parlament, die romanischen Lehrmittel nur noch in Rumantsch Grischun herauszugeben. Dieser Entscheid wurde 2013 im Grundsatz wieder rückgängig gemacht.
Der dialektale und historische Wortschatz sowie die Volkskultur Graubündens werden für das Deutsche vom Schweizerischen Idiotikon, für das Bündnerromanischen vom Dicziunari Rumantsch Grischun und für das Italienische vom Vocabolario dei dialetti della Svizzera italiana dokumentiert. Das Walserdeutsche Idiom wird durch Interessenvertreter der Walservereinigung Graubünden gestützt.

### Konfessionen

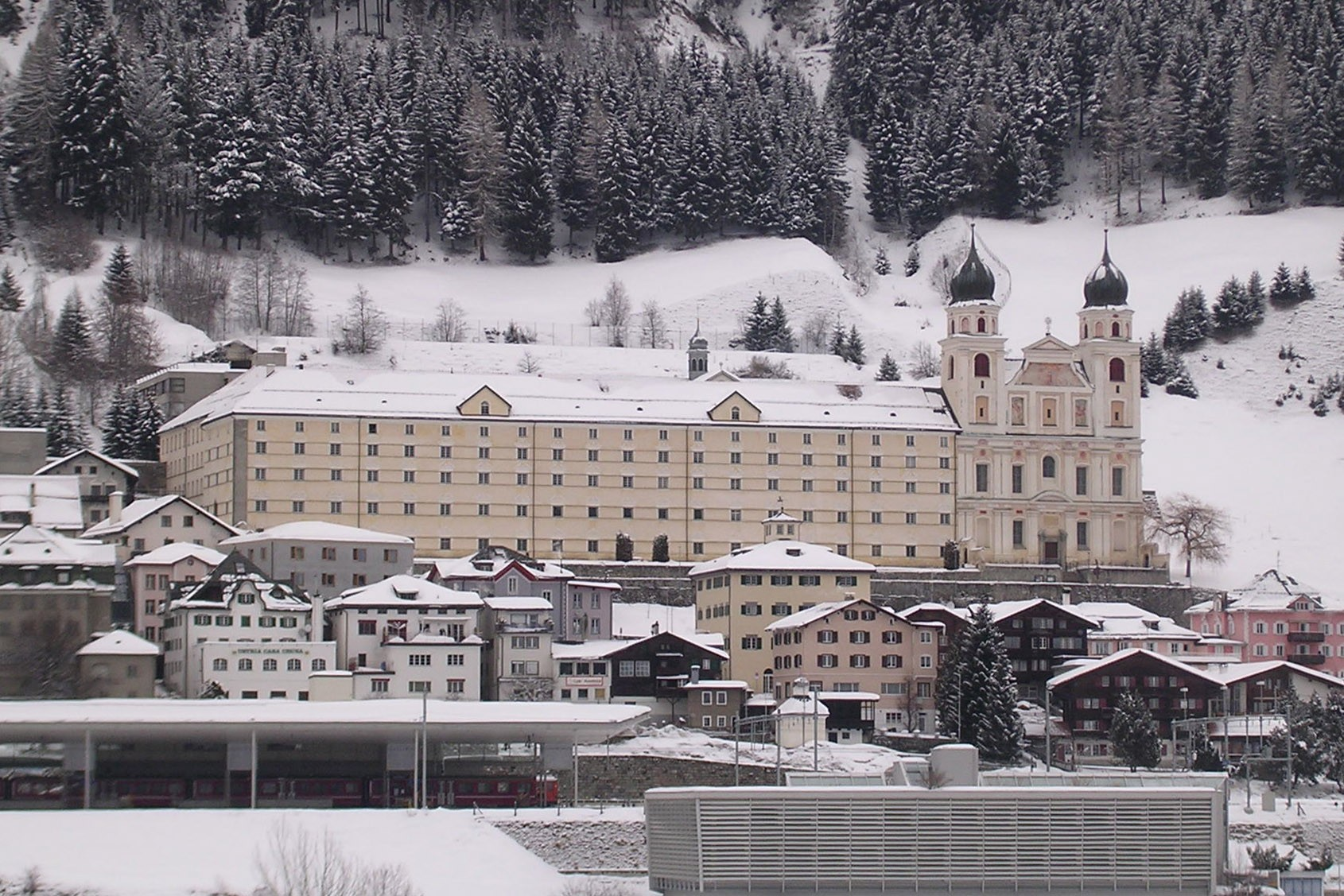
Kloster Disentis

Infolge der Souveränität der einzelnen Gemeinden konnte im 16. Jahrhundert jede Gemeinde ihre Konfession autonom bestimmen. Fläsch war die erste reformierte Gemeinde im Kanton, danach folgte St. Antönien, später andere. Graubünden gehört somit zu den traditionell paritätischen Kantonen.
Überwiegend katholisch sind das Vorderrheintal mit dem Lugnez (ohne Teile der Gruob sowie Waltensburg), das Oberhalbstein (ohne Bivio) und das mittlere Landwassertal (ohne Bergün), das Misox, das Calancatal und das Puschlav.
Überwiegend reformiert sind das Prättigau, das Schanfigg und die Landschaft Davos, im Hinterrheintal das Schams, das Rheinwald und das Avers, im Vorderrheintal das Safiental, Teile der Gruob und die Ortschaft Waltensburg sowie in Südbünden das Engadin (ohne Tarasp und Samnaun), das Bergell und das Münstertal (ohne Müstair).
Konfessionell traditionell gemischt sind die Regionen Fünf Dörfer und Imboden sowie das Domleschg und das Churwaldnertal. Die beiden Reformationsstädte Chur und Ilanz haben heute infolge der Migration eine katholische Bevölkerungsmehrheit.
Klöster gibt es in Müstair, Disentis, Cazis und Ilanz.
Von der gesamten Wohnbevölkerung des Kantons Graubünden waren im Jahr 2017 rund 80 Prozent Mitglied einer Landeskirche: 91'051 Personen (46,0 Prozent) waren Mitglied der römisch-katholischen Kirche und 66'533 Personen (33,6 Prozent) waren Mitglied der evangelisch-reformierten Kirche (100 Prozent: 197'888 Personen).
Mit 70,6 Prozent bekennt sich heute (2022) laut einer Umfrage des Bundesamtes für Statistik (BFS) die Mehrheit der Kantonsbevölkerung ab 15 Jahren zum Christentum: 38,9 Prozent sind Angehörige der römisch-katholischen Landeskirche, 28,5 Prozent der evangelisch-reformierten Landeskirche, und 3,2 Prozent gehören anderen christlichen Kirchen an. 2,2 Prozent bekennen sich zum Islam und weitere 11,8 Prozent zu anderen Religionsgemeinschaften. 25,9 Prozent sind konfessionslos, bei 0,6 Prozent ist die Religionszugehörigkeit unbekannt.

## Verfassung und Verwaltung
Bisher kennt Graubünden drei kantonale Verfassungen. Die früher gültigen wurden in den Jahren 1854 und 1892 erlassen, die heutige datiert von 2003.
Für die Bundesversammlung entsendet Graubünden wie jeder Vollkanton zwei Vertreter in den Ständerat und gemäss seinem Anteil an der Bevölkerung fünf Abgeordnete in den Nationalrat.

### Legislative

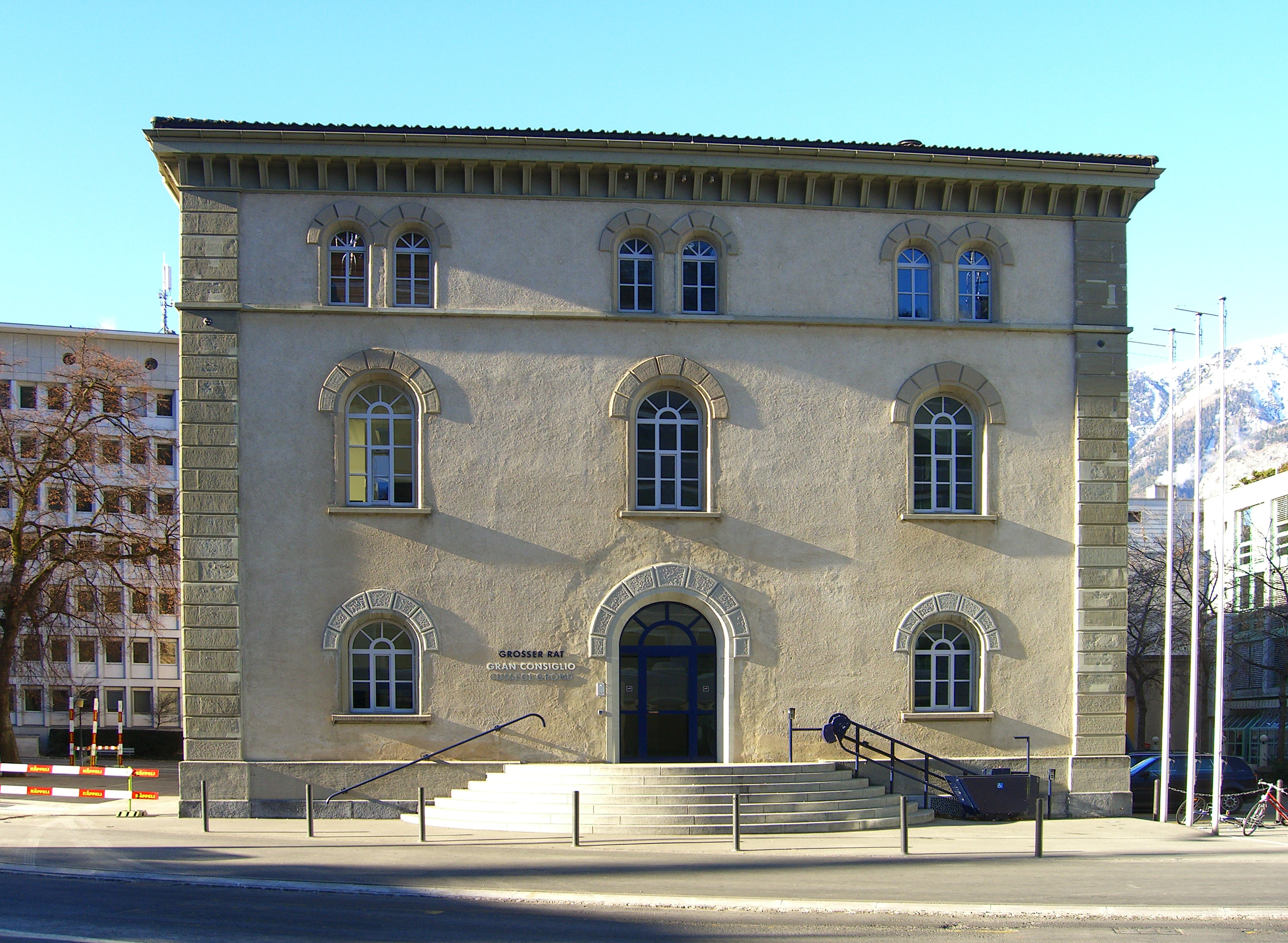
Grossratsgebäude in Chur, vor der Fassadenrenovierung und Neugestaltung des Eingangsbereichs

Gesetzgebende Behörde ist der Grosse Rat, der 120 Mitglieder zählt und vom Volk seit 2022 gemäss Proporzwahlverfahren fest für vier Jahre gewählt wird.
Das Volk ist direkt an der Gesetzgebung beteiligt: 4000 Stimmberechtigte oder ein Siebtel der Gemeinden können eine Änderung der Verfassung verlangen, 3000 Stimmberechtigte oder ein Achtel der Gemeinden ein Gesetz oder eine Gesetzesänderung vorschlagen (Volksinitiative) und 1500 Stimmberechtigte oder ein Zehntel der Gemeinden können verlangen, dass ein vom Grossen Rat erlassenes Gesetz oder eine solche Gesetzesänderung der Volksabstimmung zu unterwerfen sei (Referendum). Änderungen der Verfassung unterliegen obligatorisch der Volksabstimmung.
| Partei                                      | 120 Sitze | Sitzverteilung 2022–2026                                              | Wähleranteil in Prozent |
| ------------------------------------------- | --------- | --------------------------------------------------------------------- | --- |
| FDP.Die Liberalen (FDP)                     | 27        | Insgesamt 120 Sitze - SP: 27 - GLP: 7 - Mitte: 34 - FDP: 27 - SVP: 25 | Wahlen zum Grossen Rat vom 15. Mai 2022Wahlbeteiligung: 38,36 % 3020100 27,9822,7422,0321,146,11n. k. MitteSPFDPSVPGLPsonst. |
| Die Mitte                                   | 34        | Insgesamt 120 Sitze - SP: 27 - GLP: 7 - Mitte: 34 - FDP: 27 - SVP: 25 | Wahlen zum Grossen Rat vom 15. Mai 2022Wahlbeteiligung: 38,36 % 3020100 27,9822,7422,0321,146,11n. k. MitteSPFDPSVPGLPsonst. |
| Sozialdemokratische Partei der Schweiz (SP) | 27        | Insgesamt 120 Sitze - SP: 27 - GLP: 7 - Mitte: 34 - FDP: 27 - SVP: 25 | Wahlen zum Grossen Rat vom 15. Mai 2022Wahlbeteiligung: 38,36 % 3020100 27,9822,7422,0321,146,11n. k. MitteSPFDPSVPGLPsonst. |
| Schweizerische Volkspartei (SVP)            | 25        | Insgesamt 120 Sitze - SP: 27 - GLP: 7 - Mitte: 34 - FDP: 27 - SVP: 25 | Wahlen zum Grossen Rat vom 15. Mai 2022Wahlbeteiligung: 38,36 % 3020100 27,9822,7422,0321,146,11n. k. MitteSPFDPSVPGLPsonst. |
| Grünliberale Partei (GLP)                   | 07        | Insgesamt 120 Sitze - SP: 27 - GLP: 7 - Mitte: 34 - FDP: 27 - SVP: 25 | Wahlen zum Grossen Rat vom 15. Mai 2022Wahlbeteiligung: 38,36 % 3020100 27,9822,7422,0321,146,11n. k. MitteSPFDPSVPGLPsonst. |

### Exekutive
Die Regierung (früher Kleiner Rat) zählt fünf Mitglieder und wird vom Volk im Majorzverfahren auf ebenfalls vier Jahre gewählt. Das Präsidium wechselt jährlich im Turnus.
| Regierungsrat                                  | Partei | Departement                                               |
| ---------------------------------------------- | ------ | --------------------------------------------------------- |
| Jon Domenic Parolini, Regierungspräsident 2024 | Mitte  | Erziehungs-, Kultur- und Umweltschutzdepartement EKUD     |
| Marcus Caduff                                  | Mitte  | Departement für Volkswirtschaft und Soziales DVS          |
| Martin Bühler                                  | FDP    | Departement für Finanzen und Gemeinden DFG                |
| Carmelia Maissen                               | Mitte  | Departement für Infrastruktur, Energie und Mobilität DIEM |
| Peter Peyer                                    | SP     | Departement für Justiz, Sicherheit und Gesundheit DJSG    |

Leiter der Standeskanzlei ist seit 1. Juli 2017 Daniel Spadin.

### Judikative

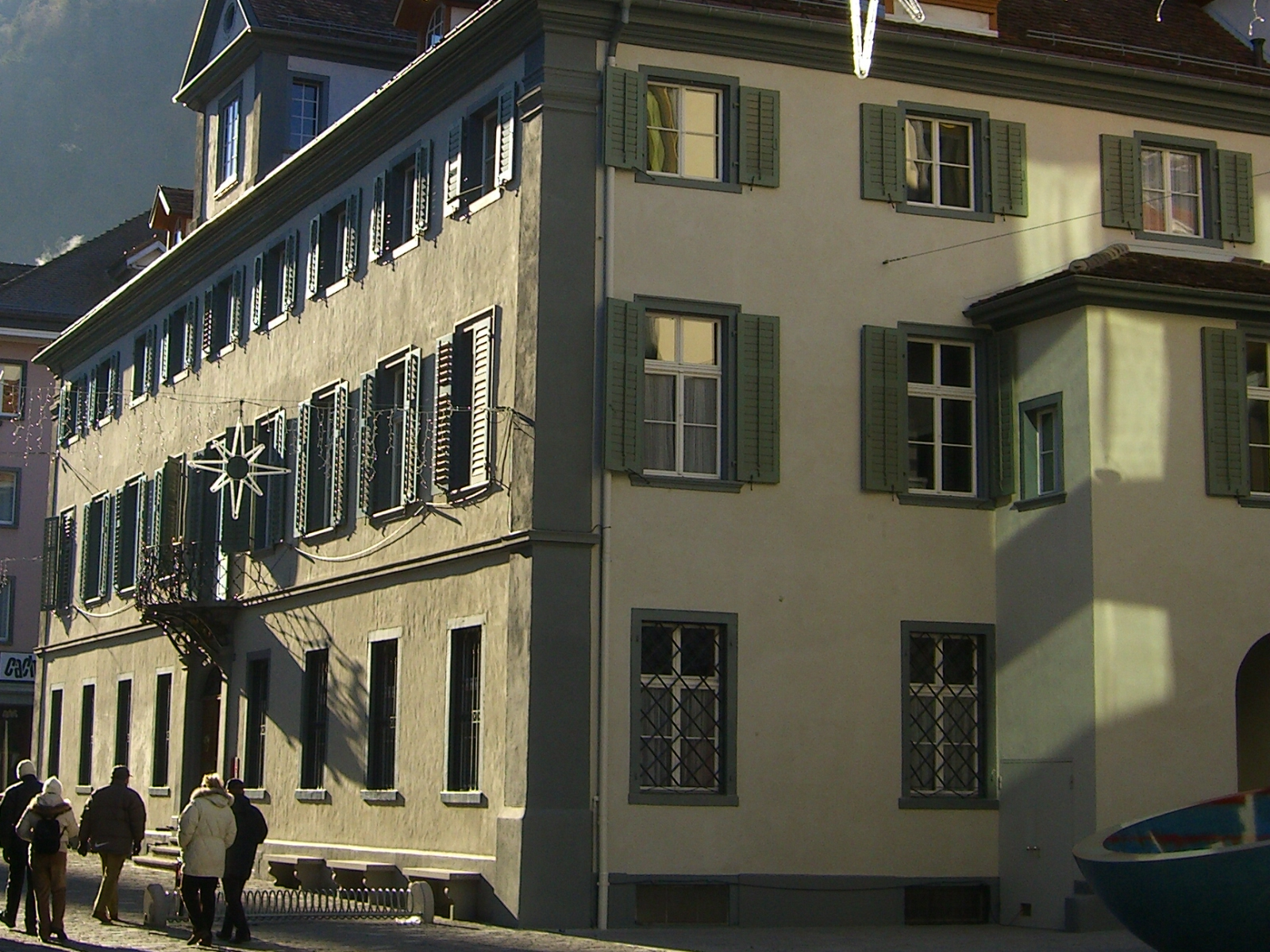
Das Alte Gebäu – Sitz des Kantonsgerichts in Chur

Die obersten Gerichte des Kantons sind das Kantonsgericht und das Verwaltungsgericht. Das Kantonsgericht ist mit der Rechtsprechung auf den Gebieten des Zivil-, Straf-, Schuldbetreibungs- und Konkursrechts sowie teilweise des Verwaltungs- und Verwaltungsstrafrechts betraut. Das Verwaltungsgericht ist zugleich Verfassungs- und Versicherungsgericht und ist mit der Rechtsprechung auf dem Gebiet des öffentlichen Rechtes betraut. Untere Instanz sind die elf Regionalgerichte (vor 2017 Bezirksgerichte genannt).
Bevor eine Klage bei einem Regionalgericht eingereicht werden kann, ist in der Regel ein Schlichtungsverfahren durchzuführen. Dafür zuständig sind die Schlichtungsbehörden, deren Vorsitzende im allgemeinen Sprachgebrauch oft Friedensrichter oder Vermittler genannt werden. Im Kanton Graubünden gibt es drei Arten von Schlichtungsbehörden (Artikel 3 Einführungsgesetz zur Schweizerischen Zivilprozessordnung, kurz EGzZPO): Vermittlerämter (eines pro Region), Schlichtungsbehörden für Mietsachen (eine pro Region) und die kantonale Schlichtungsbehörde für Gleichstellungssachen (eine im Kanton).

### Verwaltungseinheiten
Graubünden ist der Kanton, in dem die über hundert politischen Gemeinden – im Jahr 2001 waren es noch 212 – historisch bedingt die wohl ausgeprägteste Gemeindeautonomie der Schweiz haben.
Die Kreise, die aus einer kleinen Zahl Gemeinden oder ausnahmsweise aus einer einzigen Gemeinde bestehen, fungieren heute nur noch als Wahlkreise für den Grossen Rat. Bis Ende 2015 (im Oberengadin noch bis Ende 2017) waren sie jedoch autonome Körperschaften, und die Grossräte wurden bis 2014 teilweise noch an den traditionellen Landsgemeinden gewählt.
Die elf Regionen sind reine Verwaltungsorgane des Kantons und damit ohne innere Autonomie. Sie haben 2016 die bisherigen Bezirke ersetzt.
Diese dreifache Verwaltungsgliederung ist vor dem geschichtlichen Hintergrund zu sehen, dass die politischen Gemeinden in ihrer Mehrheit die Nachbarschaften und die Kreise die Gerichtsgemeinden des früheren Freistaats der Drei Bünde fortsetzen, die Bezirke hingegen eine erst im 19. Jahrhundert vom modernen Kanton Graubünden errichtete Institution sind.

## Wirtschaft und Tourismus
2022 betrug das Bruttoinlandsprodukt (BIP) 16,7 Milliarden Franken (Platz 17 unter den 26 Kantonen). Mit einem BIP pro Kopf von 82'817 Franken (2022) belegte der Kanton den zehnten Platz.
Die für die dauerhafte Besiedlung mancher Talschaften unabdingbare Berglandwirtschaft überlebt dank Nischenproduktion sowie Subventionen. Acht Prozent der Bevölkerung arbeiten in der Land- und Forstwirtschaft, wobei 50 Prozent der Betriebe biologisch geführt werden.
Im Jahr 2020 wurde 66,2 Prozent der landwirtschaftlichen Nutzfläche des Kantons durch 1305 Betriebe biologisch bewirtschaftet. Das grösste Wachstum nach der Jahrtausendwende erreicht die Exportindustrie, 24 Prozent der Bevölkerung arbeiten in Industrie und Gewerbe. Wichtigster Wirtschaftszweig ist der Dienstleistungssektor und insbesondere der Tourismus mit einem sehr hohen Anteil am Bündner Bruttoinlandsprodukt von rund 14 Prozent.
Im Februar 2020 wurde Tschiertschen von Graubünden Tourismus als das schönste Bergdorf des Kantons ausgezeichnet.

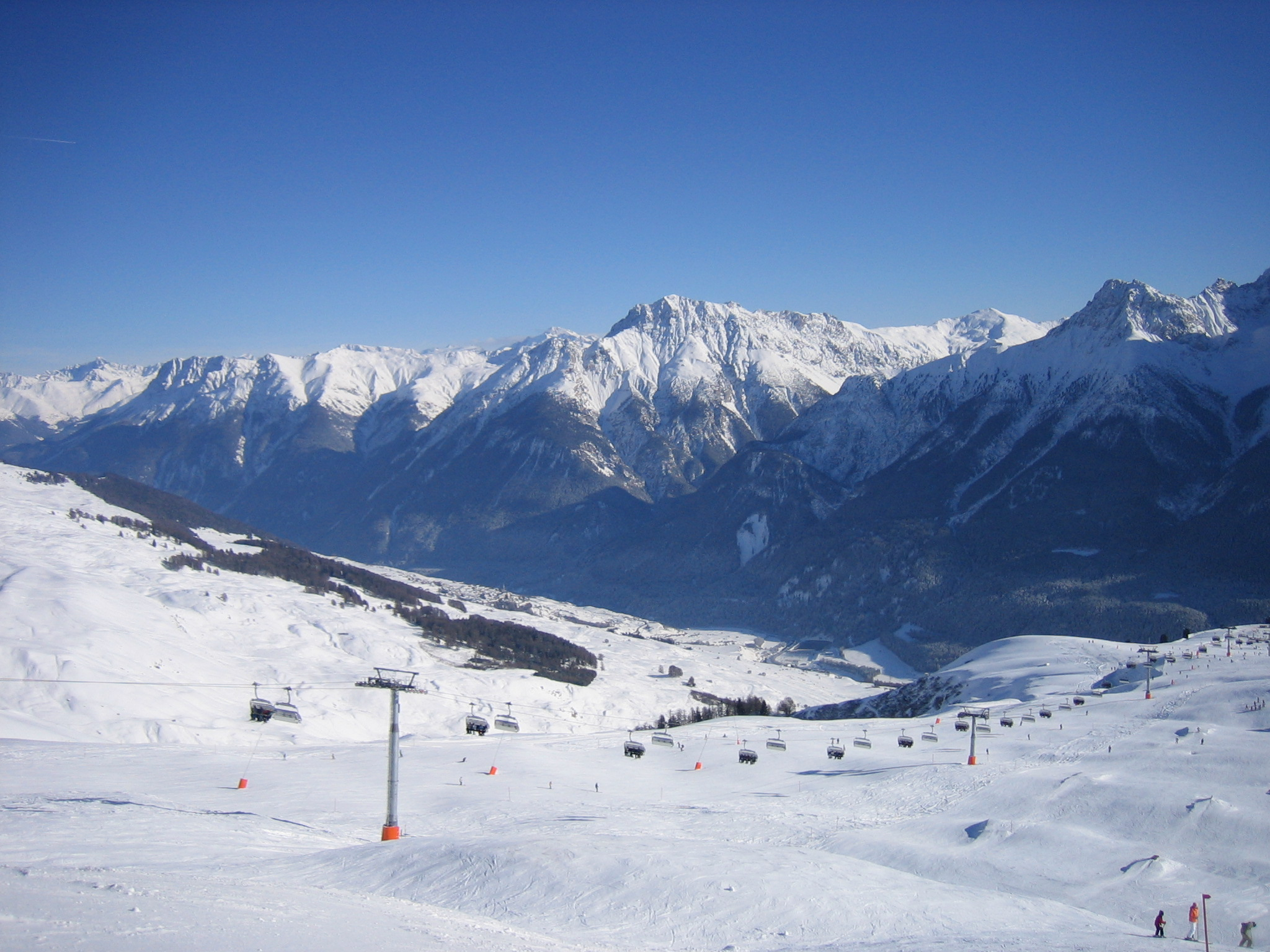
Skigebiet Scuol

Der Fremdenverkehr, ursprünglich eine Sommeraktivität, wurde schon 1865 durch die Bündner Erfindung des Wintertourismus ergänzt, die Brennpunkte sind die Regionen Oberengadin, Davos/Klosters, Arosa, Lenzerheide, Tschiertschen und Flims. Hervorzuheben ist auch der Bädertourismus in Vals, Scuol und Andeer sowie Alvaneu. Das Graubünden ist der Kanton mit der grössten Dichte an Burgen und weist mit dem Benediktinerinnenkloster St. Johann in Müstair, dem Dorf Soglio und der Kirche von Zillis Kulturgüter von Weltrang auf. Neu dazugestossen ist die Anlage der Rhätischen Bahn im Albulatal. Auch die Bahnstrecke über den Berninapass ist von grosser architektonischer Bedeutung, während die TektonikArena Sardona als Weltnaturerbe gelistet wird. Seit 1991 ist die Salginatobelbrücke der Verbindungsstrasse von Schiers nach Schuders das bislang einzige Weltmonument der Schweiz. Diese Auszeichnung wurde von der ASCE vergeben.

## Verkehr

### Strassenverkehr

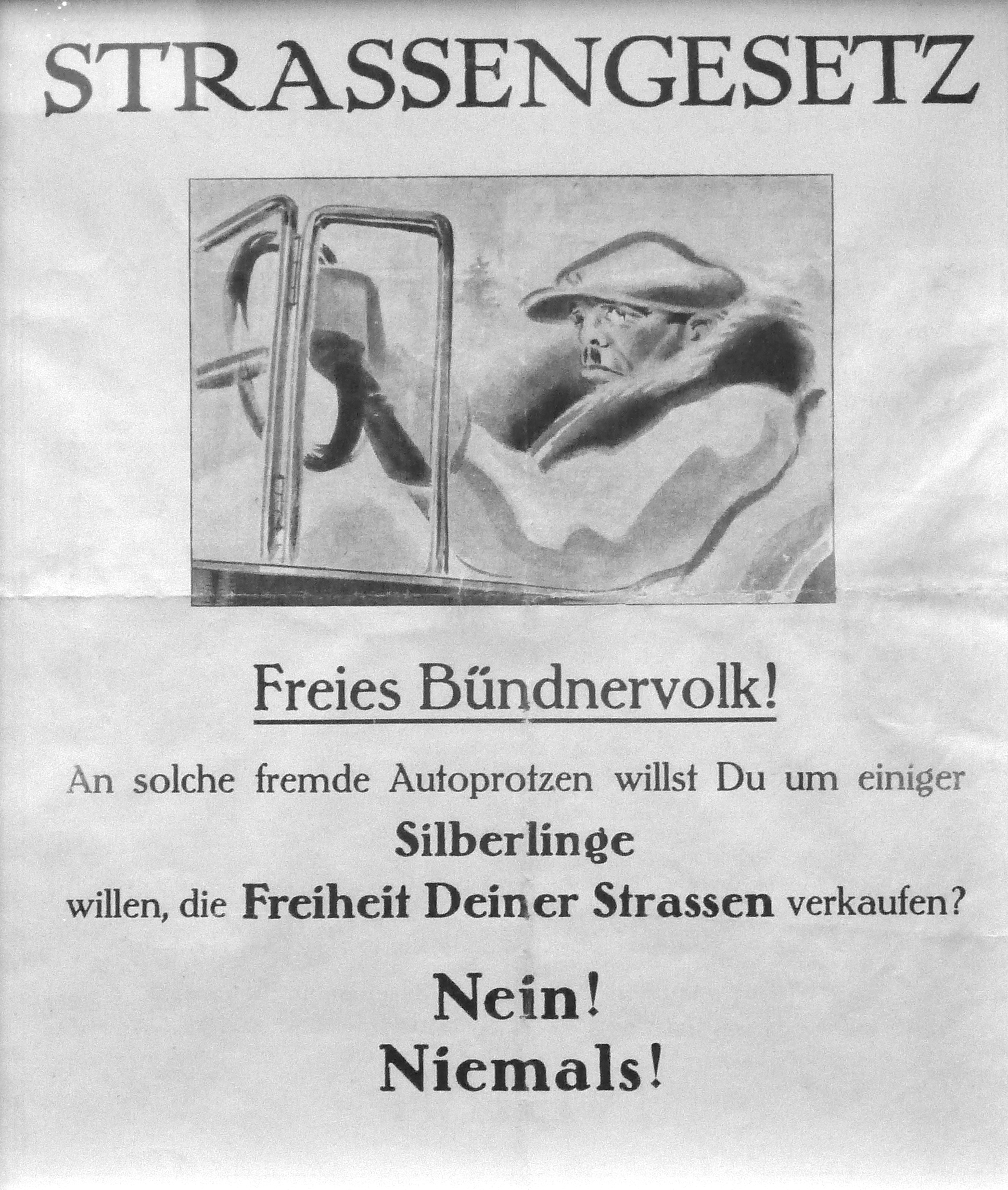
Flugblatt zur Abstimmung über das kantonale Strassenverkehrsgesetz vom 20. Februar 1927

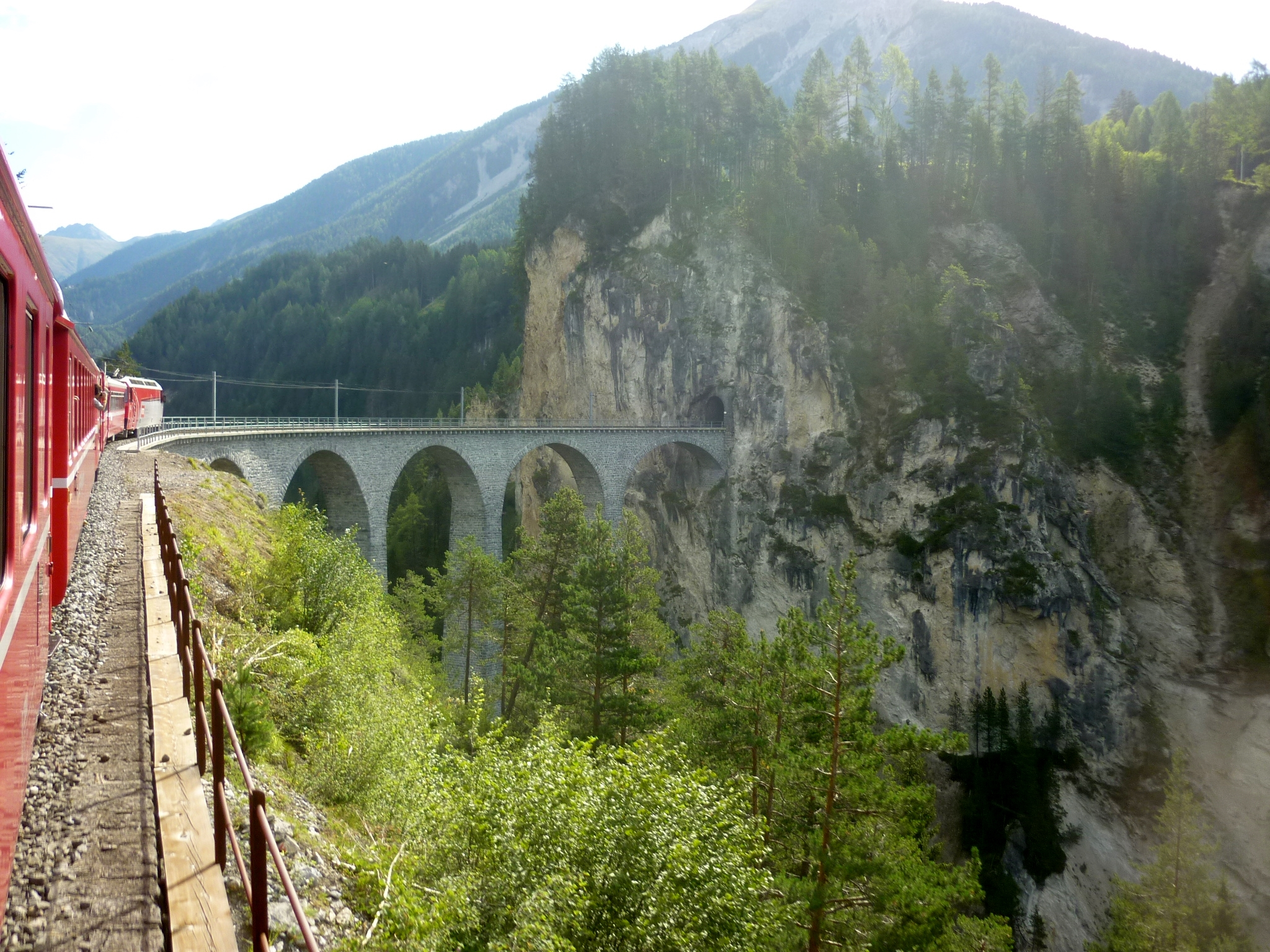
Landwasserviadukt bei Filisur

Der Verkehr bestimmte seit dem Altertum die Besiedelung des Kantons. Der Handelsverkehr war ein wichtiger Wirtschaftsfaktor; schon während der Römerzeit querten Karren den Julierpass. 1387 beauftragte der Bischof von Chur den Bergeller Adligen Jakob von Castelmur, den Septimerpass zu einer befahrbaren Strasse auszubauen.
Zu Beginn des 20. Jahrhunderts gab es im Kanton Graubünden Strassen in der Länge von 1000 Kilometern, doch der motorisierte Individualverkehr wurde vehement bekämpft. Der Kleine Rat (Regierungsrat) erliess am 24. August 1900 das Bündner Autoverbot, Autofahren war somit auf sämtlichen Strassen des Kantons untersagt. 1903 erteilte der Kleine Rat Autos von Ärzten und Sanitätsfahrzeugen eine Fahrbewilligung auf Bündner Strassen. Am 13. Oktober 1907 stimmten 9110 Stimmbürger gegen die Zulassung von Autos, 2074 waren dafür. Trotzdem setzte der Rat seine frühere Bewilligungspraxis fort und beschloss am 14. Mai 1910, die Strasse von der Tardisbrücke bei Landquart bis Chur ganz dem Verkehr zu öffnen. Eine weitere Volksabstimmung machte diese Bewilligung rückgängig. 1919 wurde erstmals eine Strecke in Graubünden für das Postauto freigegeben. Erst am 21. Juni 1925 stimmte der Bündner Souverän knapp einer Vorlage zu, die das Befahren der Strassen mit Autos bis acht Plätzen erlaubte.
Die Zulassung von Autos verlangte den Ausbau des Strassennetzes, wofür dem Kanton jedoch die finanziellen Mittel fehlten. Erst 1935 kam die Eidgenossenschaft den Alpenkantonen zu Hilfe und stellte 126 Millionen Franken zur Verfügung, 35 erhielt das Graubünden. Damit wurden die vier wichtigsten Alpenstrassen ausgebaut; darunter die «Obere Strasse» über den Julierpass. Das kantonale Strassennetz umfasst heute 597 Kilometer Hauptstrassen und 826 Kilometer Verbindungsstrassen. Die 166 Kilometer Nationalstrassen, bestehend aus A13 und A28 (Prättigauerstrasse), sind am 1. Januar 2008 in die alleinige Verantwortung des Bundes übergegangen. Die Autobahn A13 durchquert den Kanton in Nord-Süd-Richtung.
Wichtigste Pässe zwischen Nord und Süd sind heute der San Bernardino zwischen dem Rheinwald und dem Misox und der Julierpass ins Engadin.
Im Jahr 2023 lag der Motorisierungsgrad (Personenkraftwagen pro 1'000 Einwohner) bei 582.

### Eisenbahn
Die Schweizerischen Bundesbahnen fahren auf Normalspur über Sargans–Landquart bis Chur. Die wichtigsten Talschaften und Tourismusorte Graubündens werden von der Rhätischen Bahn auf Meterspur bedient. Die Rhätische Bahn betreibt auch den Bernina Express und zusammen mit der Matterhorn-Gotthard-Bahn den Glacier Express.

## Geschichte

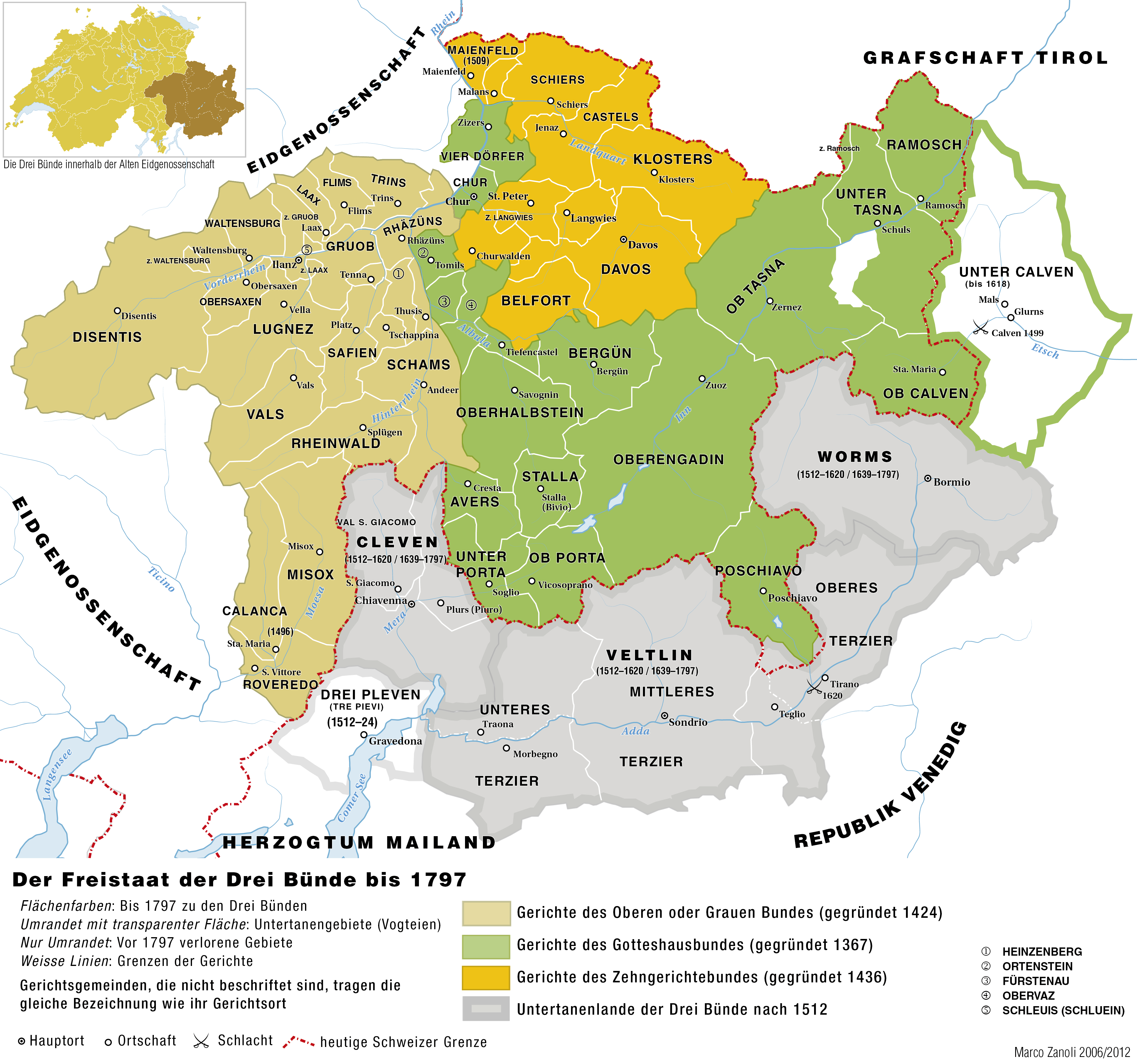
Der Freistaat der Drei Bünde bis 1797

Während der Eisenzeit bestanden auf dem Gebiet des heutigen Graubündens vor allem keltische, rätische und lepontische Kulturen. Abgesehen von den italischen Südtälern gehörte das Gebiet von etwa 15 v. Chr. bis zum 5. Jahrhundert zum Römischen Reich (Provinz Raetia, später Provinz Raetia I). Um 536/537 fiel Rätien (das Gebiet der ehemaligen Provinz Raetia I) an das Fränkische Reich. Um 806/807 wurde das Bistum Chur vom Erzbistum Mailand zum Erzbistum Mainz umgegliedert.
Im 10. und 11. Jahrhundert war Rätien Teil des Herzogtums Schwaben. Im Laufe des Hochmittelalters kam es zur Territorialbildung. Zu den bedeutendsten Territorialherren erwuchsen der Bischof von Chur und das Kloster Disentis. Kleinere Territorien wurden von verschiedenen Grafen und Herren ausgebildet oder erworben. Im Süden erreichte die Familie Visconti eine starke Stellung (später Herzogtum Mailand).
Das Spätmittelalter ist gekennzeichnet durch politische Verselbständigung vieler (Gerichts-)Gemeinden, die viele Souveränitätsrechte an sich binden konnten. Sie vereinigten sich in mehreren Bünden (Gotteshausbund 1367, Oberer oder Grauer Bund 1395, Zehngerichtebund 1436). Diese Bünde fanden sich ab 1450 zu einem eigenständigen staatlichen Gebilde zusammen (Freistaat der Drei Bünde). Die Bünde wurden durch verschiedene Verträge (seit 1497) gleichberechtigter Partner der schweizerischen Eidgenossenschaft (formell als Zugewandter Ort). Seit 1512 verfügten die Bünde über die südlich anschliessenden Untertanengebiete Chiavenna, Veltlin und Bormio.
Die bündnerischen Untertanengebiete fielen 1797 an die Cisalpinische Republik. 1799/1800 kam das verbliebene Gebiet als Kanton Rätien zur Helvetischen Republik, 1803 als Kanton Graubünden zur Schweiz.
Am 5. März 1972 wurde das Frauenstimm- und -wahlrecht eingeführt.

## Verwaltungsgliederung

### Politische Gemeinden

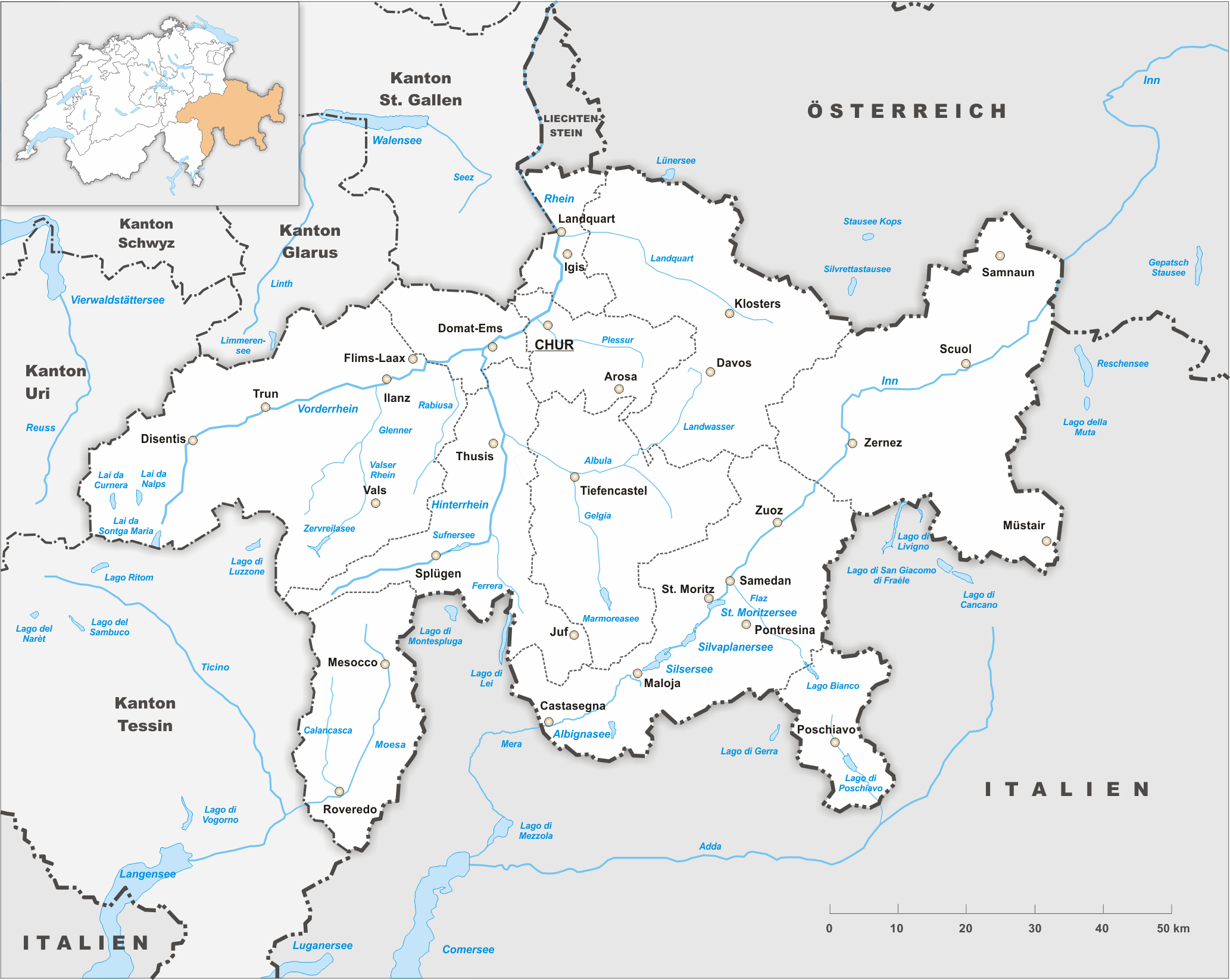
Orte des Kantons Graubünden

Nach Angabe des Amtes für Gemeinden des Kantons Graubünden existieren derzeit 101 politische Gemeinden (Stand 1. Januar 2023). Nachfolgend aufgelistet sind alle politischen Gemeinden des Kantons Graubünden mit mehr als 4'000 Einwohnern per 31. Dezember 2023:
| Politische Gemeinde | Einwohner |
| ------------------- | --------- |
| Chur, Hauptort      | 39'242    |
| Davos               | 10'800    |
| Landquart           | 09191     |
| Domat/Ems           | 08286     |
| Ilanz/Glion         | 05030     |
| St. Moritz          | 04926     |
| Scuol               | 04572     |
| Klosters            | 04473     |

### Regionen

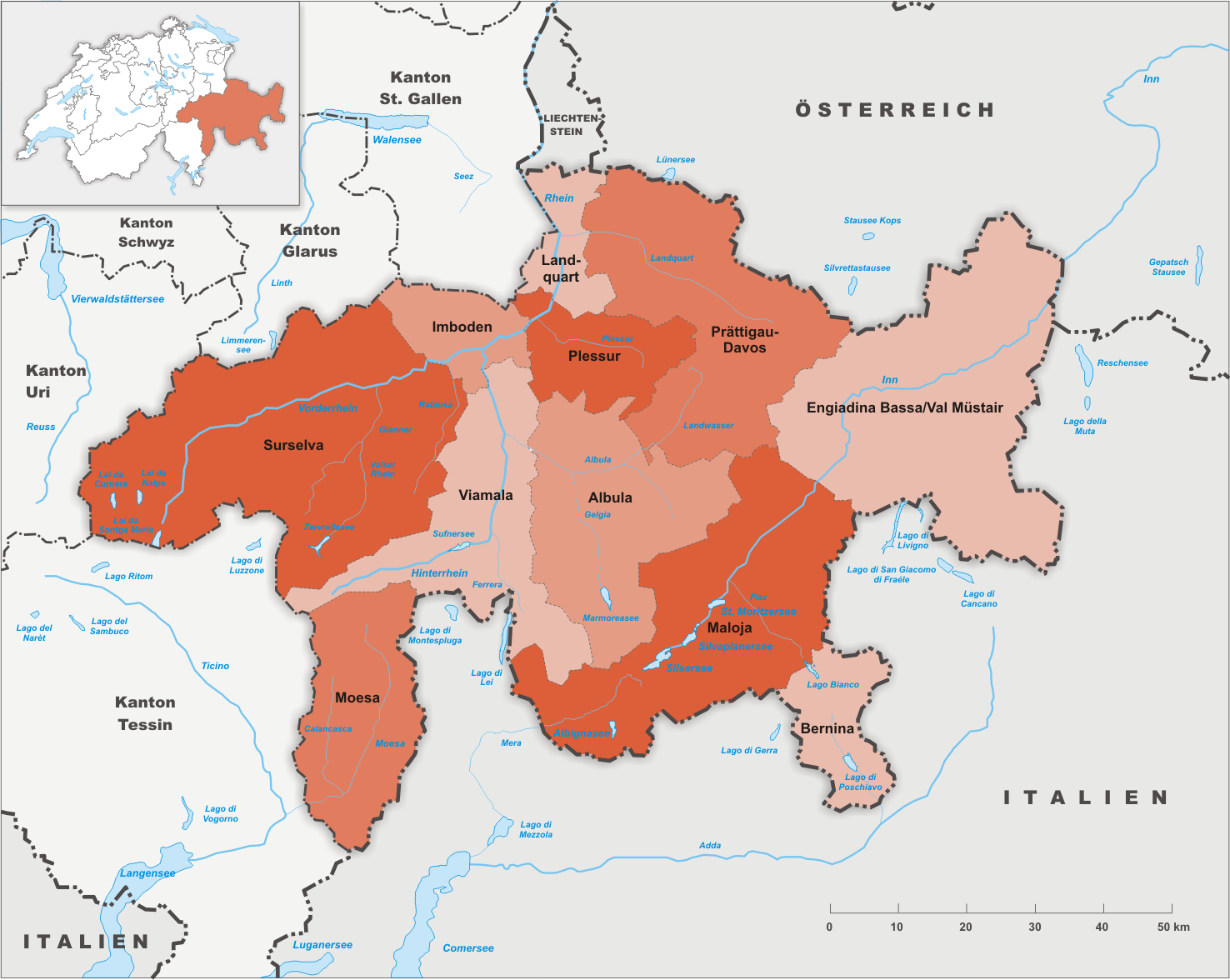
Regionen des Kantons Graubünden seit 2016

Der Kanton Graubünden ist seit 1. Januar 2016 in elf Regionen gegliedert.
| Region                      | Einwohner (31. Dezember 2023) | Fläche in km² | Anzahl Gemeinden (31. Dezember 2023) | BFS-Nr. |
| --------------------------- | ----------------------------- | ------------- | ------------------------------------ | ------- |
| Albula                      | 08117                         | 0683.51       | 06                                   | 1841    |
| Bernina                     | 04630                         | 0237.31       | 02                                   | 1842    |
| Engiadina Bassa/Val Müstair | 09139                         | 1196.53       | 05                                   | 1843    |
| Imboden                     | 21'964                        | 0203.80       | 07                                   | 1844    |
| Landquart                   | 26'354                        | 0174.67       | 08                                   | 1845    |
| Maloja                      | 18'162                        | 0973.58       | 12                                   | 1846    |
| Moesa                       | 09230                         | 0496.06       | 12                                   | 1847    |
| Plessur                     | 44'532                        | 0285.30       | 04                                   | 1848    |
| Prättigau/Davos             | 26'554                        | 0853.40       | 11                                   | 1849    |
| Surselva                    | 21'804                        | 1373.55       | 15                                   | 1850    |
| Viamala                     | 14'402                        | 0627.59       | 19                                   | 1851    |
| Total (11)                  | 204'8880                      | 7105.30       | 101                                  |         |

#### Frühere Einteilung – Bezirke und Kreise

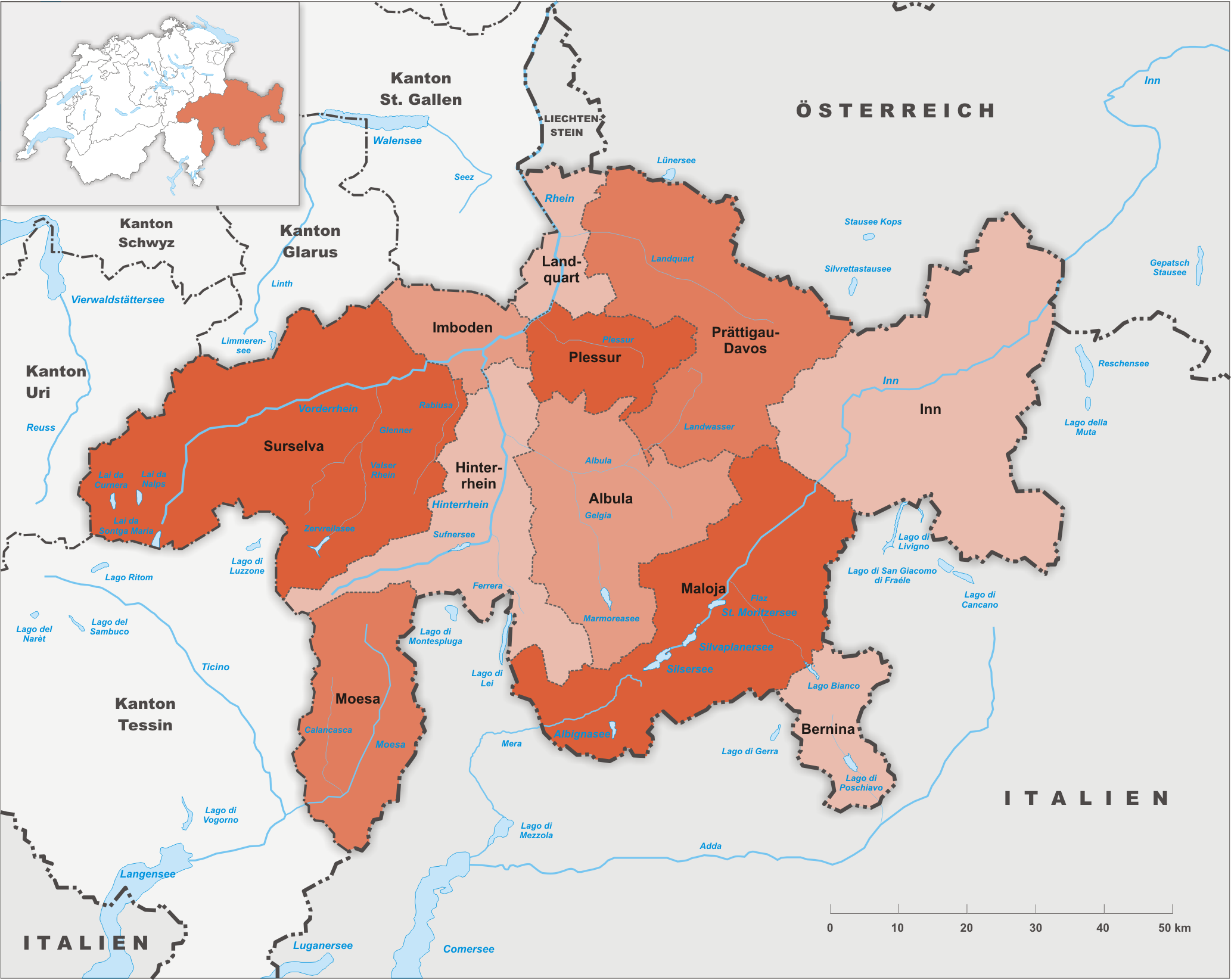
Ehemalige Bezirke des Kantons Graubünden

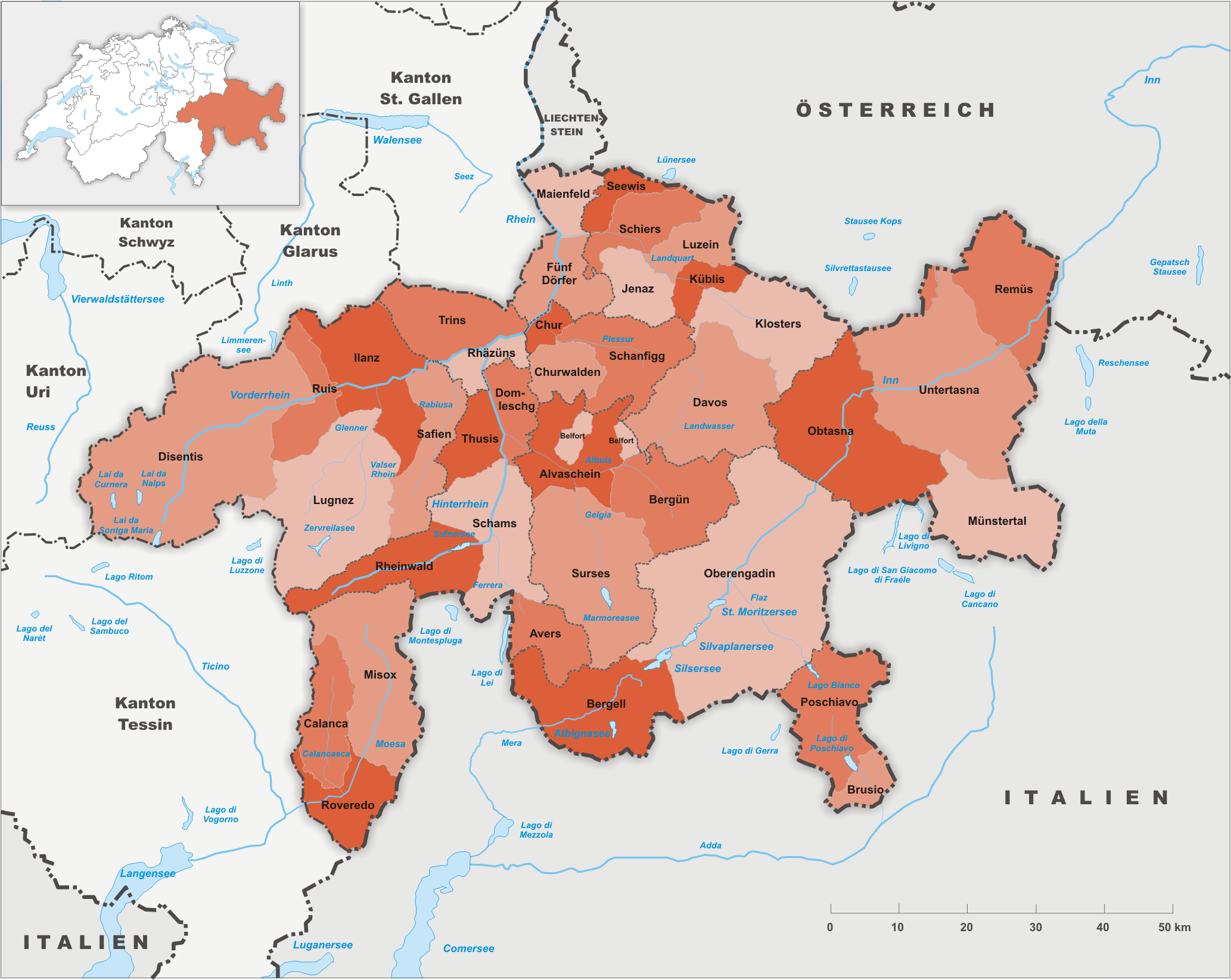
Ehemalige Kreise des Kantons Graubünden

Der Kanton Graubünden war zum 31. Dezember 2015 in 11 Bezirke und diese wiederum in 39 Kreise eingeteilt.
| Bezirk          | Anzahl Gemeinden | Kreise                                                  |
| --------------- | ---------------- | ------------------------------------------------------- |
| Albula          | 16               | Alvaschein, Belfort, Bergün, Surses                     |
| Bernina         | 02               | Brusio, Poschiavo                                       |
| Hinterrhein     | 24               | Avers, Domleschg, Rheinwald, Schams, Thusis             |
| Imboden         | 07               | Rhäzüns, Trins                                          |
| Inn             | 05               | Sur Tasna, Ramosch, Suot Tasna, Val Müstair             |
| Landquart       | 09               | Fünf Dörfer, Maienfeld                                  |
| Maloja          | 12               | Bergell, Oberengadin                                    |
| Moesa           | 14               | Kreis Calanca, Misox, Roveredo                          |
| Plessur         | 05               | Chur, Churwalden, Schanfigg                             |
| Prättigau-Davos | 13               | Davos, Jenaz, Klosters, Küblis, Luzein, Schiers, Seewis |
| Surselva        | 18               | Cadi/Disentis, Ilanz, Lumnezia/Lugnez, Ruis, Safien     |
| Total (11)      | 1250             | 39                                                      |

## Kultur

### Bündner Küche

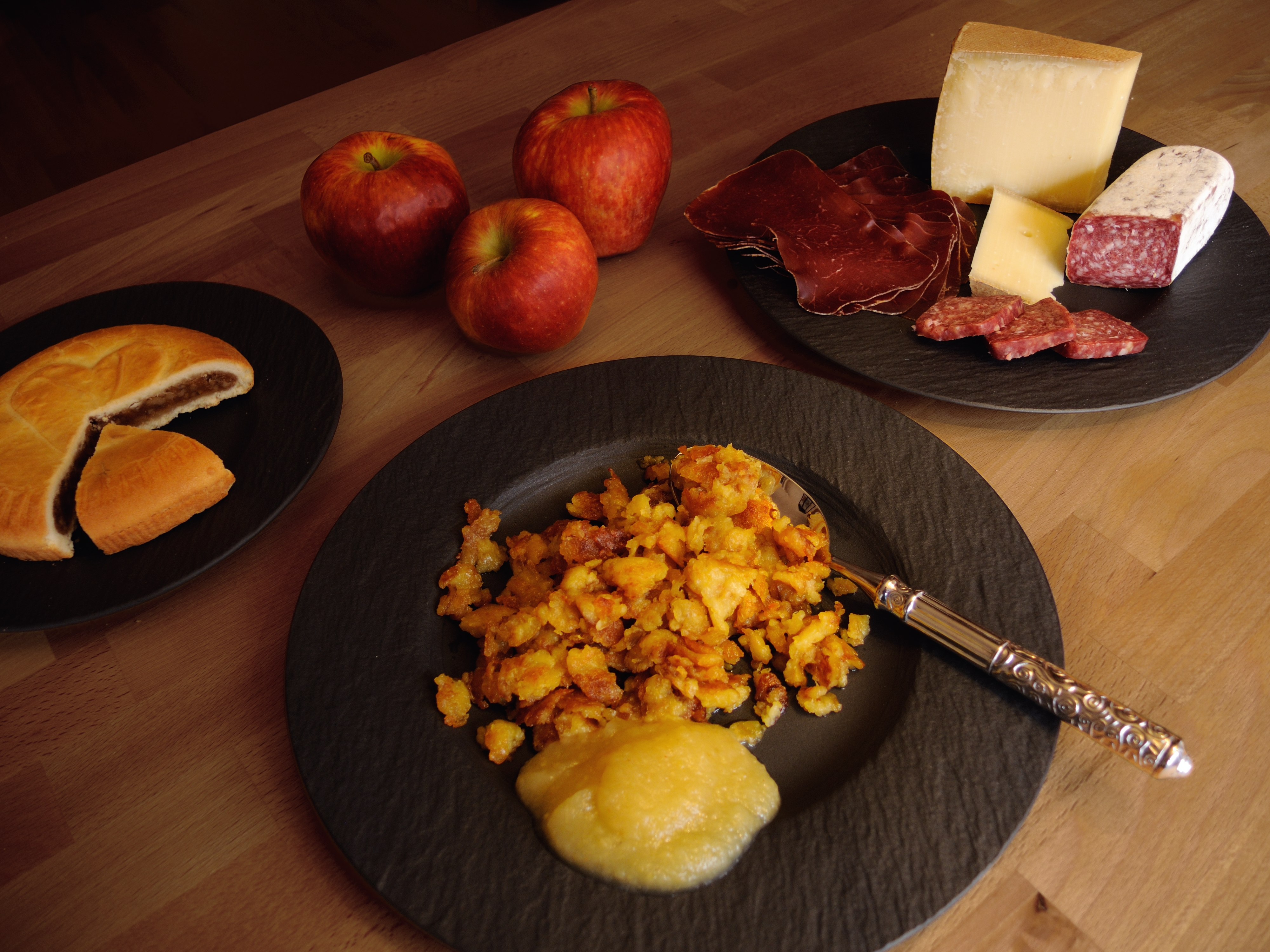
Maluns mit Bündner Spezialitäten

Der Kanton Graubünden hat eine eigenständige, regional differenzierte Küche entwickelt, welche sich von anderen Schweizer Regionalküchen unterscheidet. Typische regionale Produkte sind das luftgetrocknete Bündnerfleisch und andere Trockenfleischspezialitäten wie Salsiz oder Andutgel. Typische Gerichte sind Capuns, Plain in Pigna, Pizokel, Maluns, die Bündner Nusstorte sowie die Bündner Gerstensuppe. Als typisches Bündner Getränk gilt der Röteli. Bekannt sind die Weine aus der Bündner Herrschaft, dem grössten Weinbaugebiet des Kantons.
Zwischen 1559 und ca. 1610 entstand zunächst im bairischsprachigen Raum und später in Chur das Kochbuch Ein schön Kochbuch 1559, das unzutreffend als «ältestes Kochbuch der Schweiz» vermarktet wurde.